# Eisberg (Titanic)

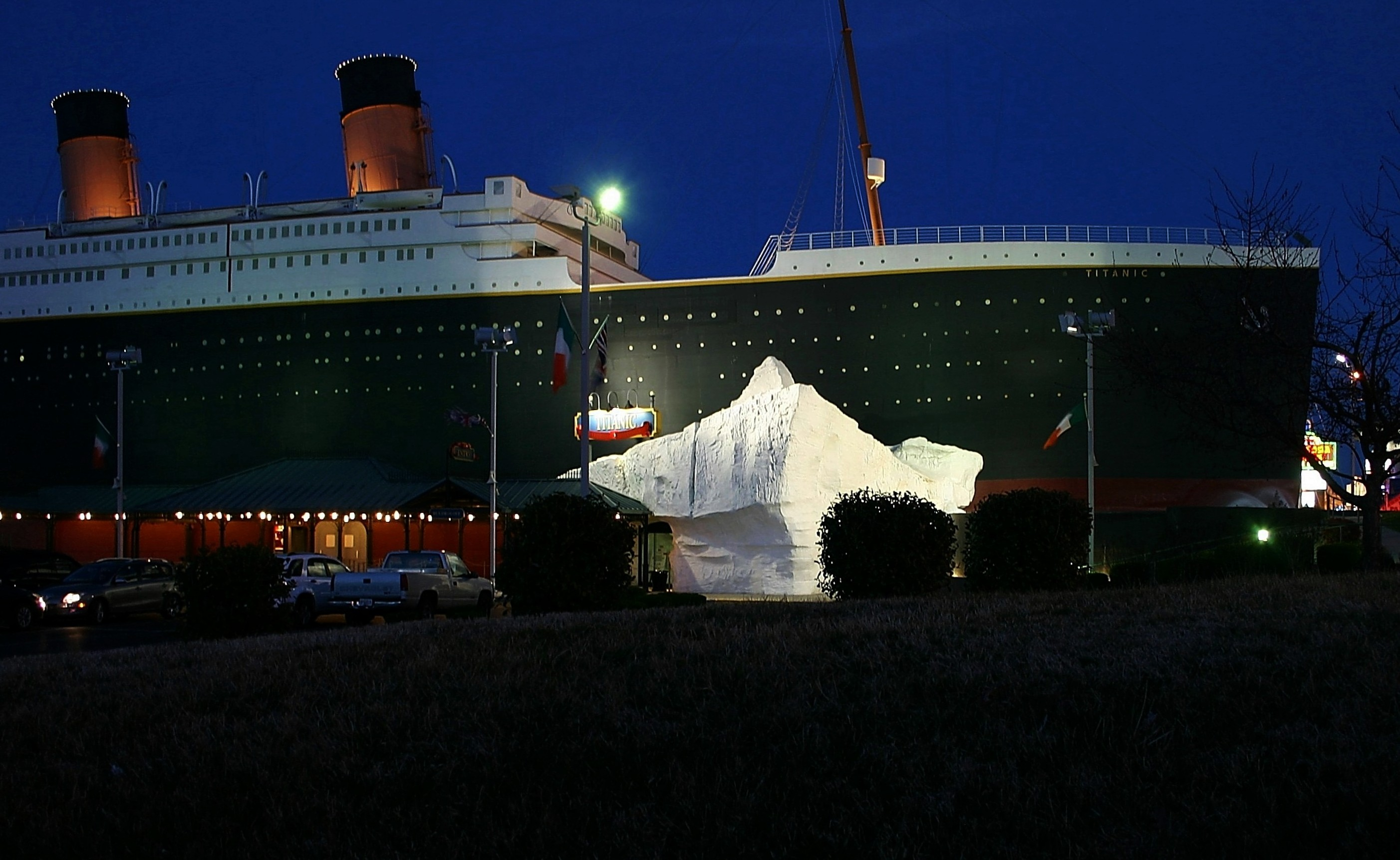
„Eisberg“ am Titanic-Museum in Branson, Missouri, dessen Gebäude dem berühmten Schiff nachempfunden ist

Ein Eisberg und der Transatlantikliner Titanic stießen am 14. April 1912 zusammen, was dazu führte, dass das Schiff in zwei Stunden und vierzig Minuten sank. Von den etwa 2200 Menschen, die sich an Bord befanden, kamen über 1500 beim Untergang ums Leben. Nach dem Unglück bestand großes Interesse am Eisberg, um die Umstände der Kollision aufzuklären und die dadurch entstandenen Schäden am Schiff festzustellen. Die Titanic-Katastrophe stieß auch die Gründung der Internationalen Eispatrouille im Jahr 1914 an, welche die Gefahren von Eis für die Schifffahrt verringern soll.
Weiterhin spielt der Eisberg in der kulturellen Rezeption der Katastrophe eine Rolle. In Gedichten und anderen Werken wird er häufig als Metapher für die kalte und stumme Naturgewalt dem Schiff gegenübergestellt.
Die wichtigsten Quellen für den Eisberg sind Berichte von Überlebenden des Untergangs. Außerdem existieren historische Daten zum Wetter und zu Strömungen im Nordatlantik. In der Nähe der Stelle, an der die Rettungsboote der Titanic gefunden wurden, fertigten Menschen auf Schiffen Photographien von Eisbergen an. Es ist strittig, ob einer der photographierten Eisberge tatsächlich derjenige ist, der die Titanic versenkt hat.

## Herkunft und Verbleib

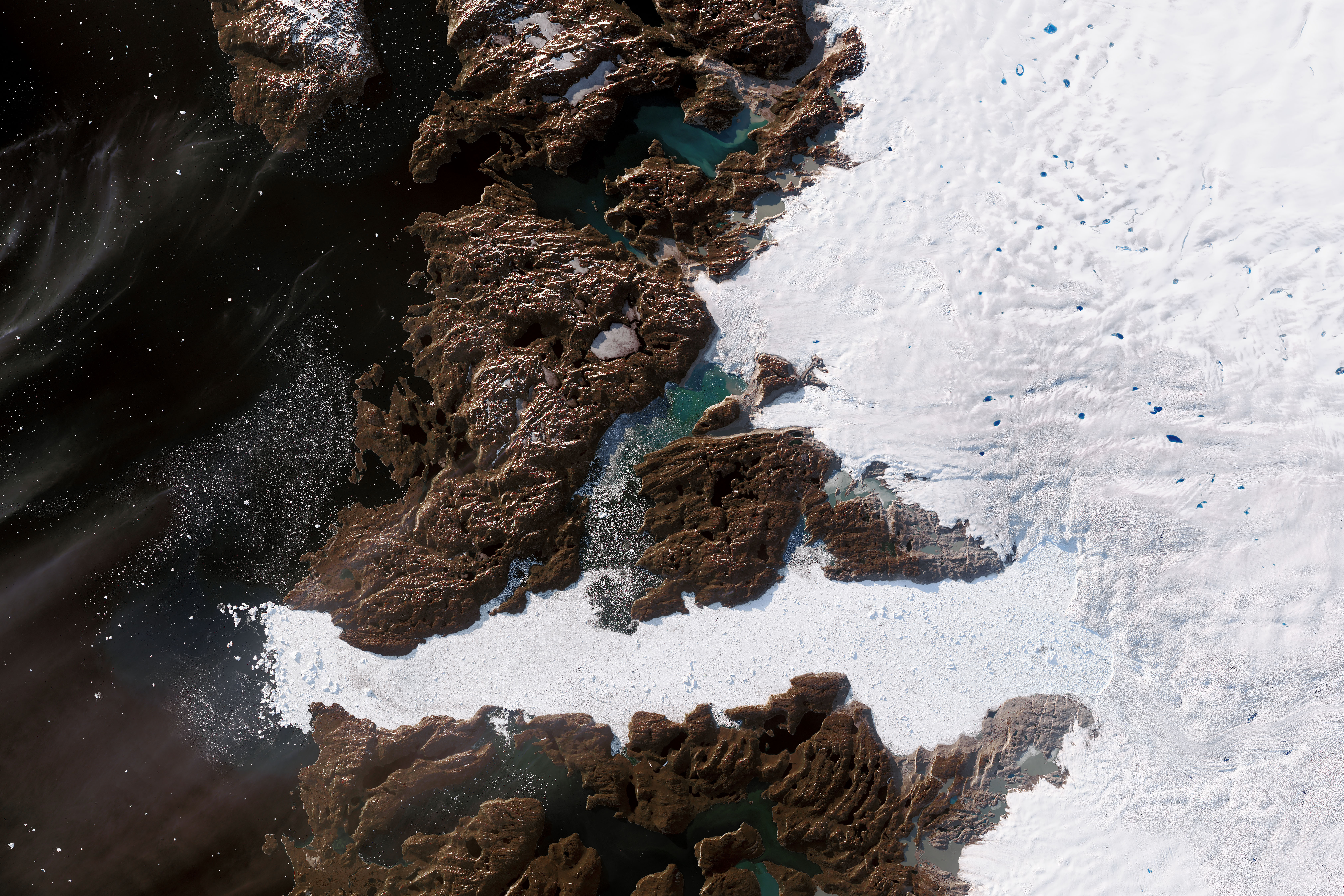
Grönland mit dem Jakobshavn-Gletscher (weiße längliche Fläche in der unteren Bildhälfte)

Es kann nur spekuliert werden, wo und wann der Titanic-Eisberg von seinem Gletscher gekalbt ist. Olson, Doescher und Sinnott vermuten den Ursprung des fatalen Eisbergs im Jakobshavn-Gletscher bei der Diskobucht an der grönländischen Westküste. Er mag 1910 oder 1911 entstanden sein und könnte mit dem Westgrönland-Strom nach Norden in die Baffin Bay geraten sein, von wo er dank des Labradorstroms wieder nach Süden gedriftet wäre. Ein Eisberg kann beispielsweise an die Küste gespült werden oder auf Grund laufen. Dort schmilzt er, oder er kommt wieder frei und setzt seine Reise nach Süden fort.
Die Autoren behandeln auch die Frage, ob eine bestimmte Konstellation von Sonne, Erde und Mond einen Einfluss gehabt haben mag. Am 4. Januar 1912 gab es eine Springflut, bei der gleichzeitig der Mond der Erde näher als üblich stand. Das könnte einen Einfluss auf das Kalben von Eisbergen gehabt haben. Allerdings hätte ein solcher Eisberg kaum bereits im April desselben Jahres die Unglücksstelle der Titanic erreicht. Doch hat die Springflut eventuell eine Rolle dabei gespielt, einen gestrandeten Eisberg wieder flott zu machen.
Bigg und Wilton bezweifeln allerdings, dass die fragliche Konstellation von Mond, Erde und Sonne bedeutsam war. Einige wenige Tage um den 4. Januar hätten keinen großen Einfluss auf das Kalben genommen; im Winter seien außerdem viele Fjorde durch See-Eis blockiert gewesen. Auch in anderen Jahren gab es verstärkte Eisberg-Bildung. Wenn es um das Kalben geht, dann denken sie eher an Faktoren wie die Wasseroberflächentemperatur der Labradorsee.

Der Weg der Titanic über den Nordatlantik, mit Lage des Wracks

Bigg und Wilton haben ihrerseits mithilfe von Computersimulationen versucht, einen möglichen Weg des fatalen Eisbergs aufzuzeigen. Dafür sind sie von der Annahme ausgegangen, dass Eisberge damals vor allem im Süden oder Südwesten Grönlands entstanden sind, während sie heute mehr aus dem Nordwesten der Insel stammen. Im Jahr 1912 wurden zwar mehr Eisberge als im Durchschnitt des 20. Jahrhunderts gesichtet, es war aber kein extremes Eisberg-Jahr.
Demnach schuf das warme und nasse Jahr 1908 die Bedingungen dafür, dass im frühen Herbst 1911 bei Südwest-Grönland ein riesiger Eisberg kalbte. Dieser wäre nach Westen Richtung Kanada gelangt und vom Labradorstrom nach Süden transportiert worden – entlang der kanadischen Küste einschließlich Neufundlands, der sogenannten Iceberg Alley (Eisberg-Allee). Wegen der damaligen systematischen Beobachtungen von Eisbergen (noch vor der Errichtung der Eispatrouille) sei es sogar sehr wahrscheinlich, so Bigg und Wilton, dass der später tödliche Eisberg dabei gesichtet worden ist.

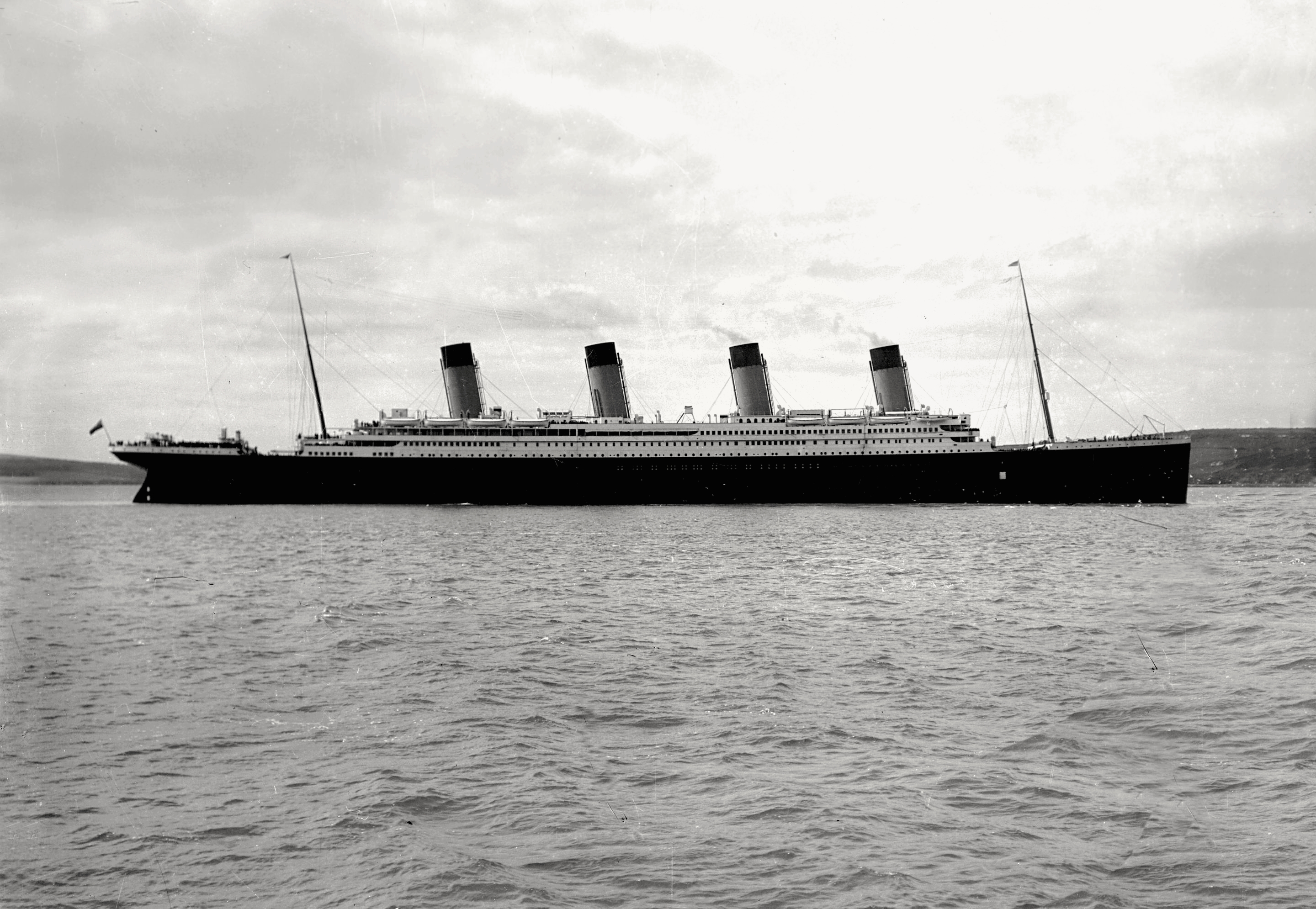
Die Titanic, wie sie am 11. April 1912 den irischen Hafen Queenstown verlässt. Das war der letzte Halt vor der Fahrt in den Nordatlantik.

Vom 10. bis zum 15. April befand sich über dem größten Teil des Nordatlantiks ein Hochdruckgebiet. Es sorgte für eine ruhige See und einen klaren Himmel. Am 13. April trieb ein Tief über Grönland mit kalter Polarluft und Wind aus Nordwest Eisberge nach Süden in die Schifffahrtsrouten.
Auf seinem Weg in den Atlantik und auch nach der Kollision schmolz der Eisberg wegen der Wassertemperatur. Da ein Eisberg etwa zwei bis drei Jahre alt wird, verschwand er, sollte er 1910 oder 1911 gekalbt sein, möglicherweise erst Ende 1912 oder gar im Laufe des Jahres 1913. Wenn man jedoch bedenkt, dass der Eisberg bei der Kollision möglicherweise schon drei Jahre alt war, dann existierte er nach dem Unglück vom April 1912 wahrscheinlich nur noch eine oder zwei Wochen, weil er bald das wärmere Wasser des Golfstroms erreicht haben dürfte.

## Eiswarnungen im April 1912

Titanic: Eiswarnungen am 14. April 1912. Nur ein Teil davon war Kapitän Smith bekannt.

Kapitän Edward John Smith und seine Offiziere wussten schon vor der Abfahrt von Southampton, dass das Treibeisfeld in Umfang und südlicher Ausdehnung größer war als in den vergangenen Jahren. Außerdem gingen während der Fahrt mehrere Funkberichte („Marconigramme“) von anderen Schiffen ein, die vor Treibeisfeldern und Eisbergen warnten.
Die ersten Eiswarnungen berichteten von Eis, das nördlich der Strecke der Titanic lagen. Ein Marconigramm der Amerika am Unglückstag berichtete aber erstmals von Eisbergen südlich der Strecke, und vor allem die Nachrichten der Baltic und der Mesaba warnten vor Eisfeldern und Eisbergen auf der Route der Titanic. Noch um 23:07 Uhr meldete der Funker der Californian der Titanic ein Eisfeld, um 23:40 Uhr stieß die Titanic mit dem Eisberg zusammen.
Die Schiffsführung nahm die drahtlose Telegrafie als Unterstützung der Navigation nicht ernst genug. Weder der Kapitän noch ein anderer Offizier hatten alle Eiswarnungen gesehen, und nach dem Unglück erinnerten sich die überlebenden Offiziere kaum an Eiswarnungen. Ihr Unwissen brachte sie vor der Öffentlichkeit und vor den Untersuchungen in Erklärungsnot.

## Sichtbarkeit von Eisbergen

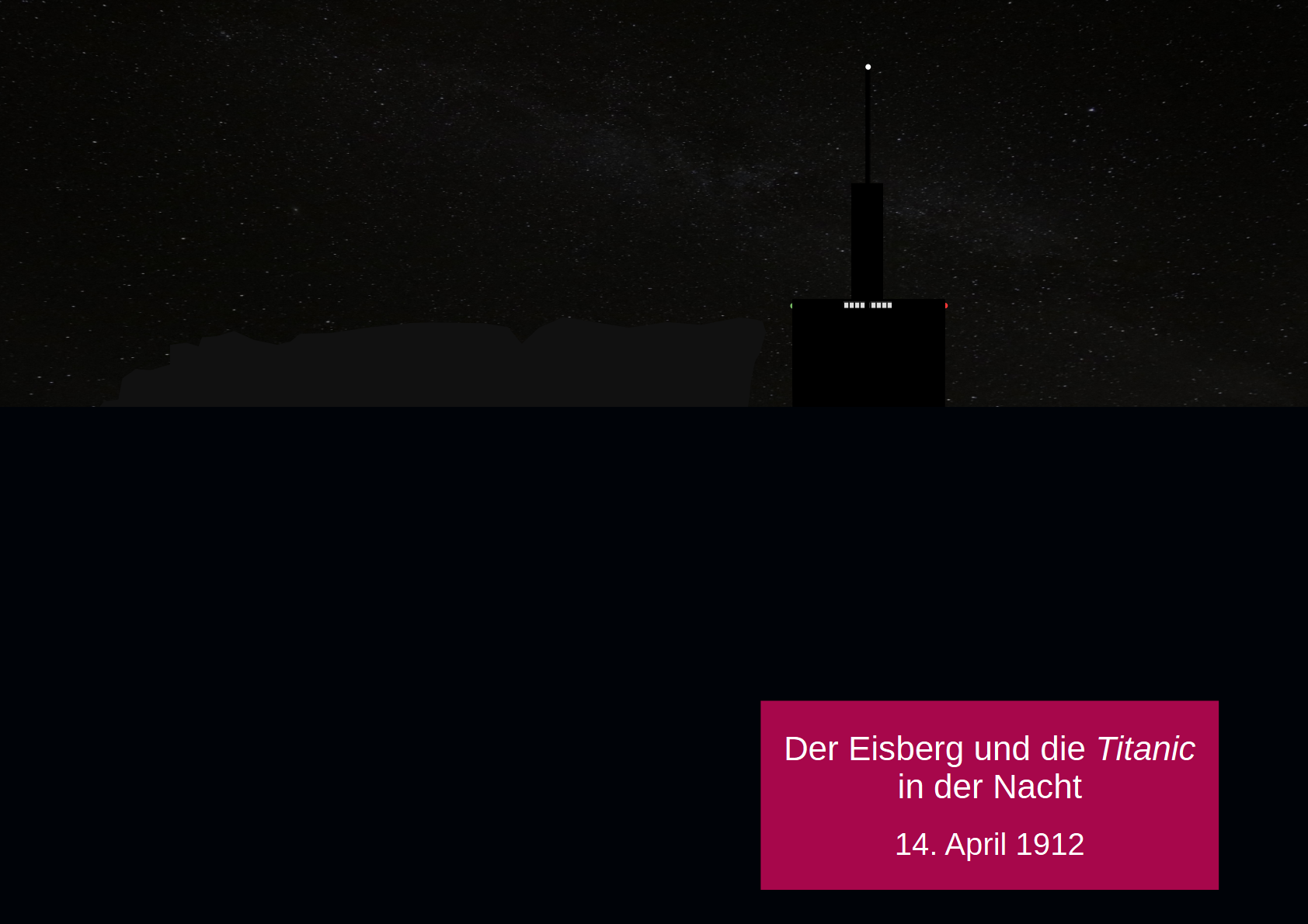
Die möglichen Sichtverhältnisse, als die Titanic auf den Eisberg zukam (das Schiff von vorn gesehen)

Kapitän Smith ging in der Unglücksnacht davon aus, dass man einen Eisberg rechtzeitig entdecken würde, so dass man ihm noch ausweichen könne. Entscheidend war für ihn, dass die betreffende Nacht klar und wolkenlos war. Allgemein herrschte die Ansicht, dass man in klaren, wenn auch dunklen Nächten einen Eisberg auf eine bis drei Seemeilen sehen könne. (Drei Seemeilen entsprechen 5,6 Kilometern.) Nach Aussage des überlebenden Zweiten Offiziers Charles Lightoller seien er und Smith der Meinung gewesen, ein Eisberg sei in drei bis vier Seemeilen Entfernung sichtbar. Smith habe gesagt, dass beim geringsten Anzeichen von Dunst das Schiff sehr langsam fahren solle. Die Ausgucke wurden angewiesen, insbesondere auf Eis zu achten.
Im Jahr 1925 war Fred Zeusler von der amerikanischen Küstenwache für die Internationale Eispatrouille verantwortlich. Seinen Untersuchungen zufolge sieht man einen mittelgroßen Eisberg in einer mondlosen, dunklen, jedoch klaren Nacht erst in einer Seemeile Entfernung. In der Unglücksnacht der Titanic 1912, so Halpern, kam noch hinzu, dass die See ruhig und glatt war. Daher konnte man einen Eisberg nicht an der Wellenbrechung erkennen. Das einzige Licht, das von einem Eisberg stammen könnte, wäre reflektiertes Sternenlicht gewesen. Noch schlechter ist die Sicht bei niedrig hängendem Dunst – die Zeugenaussagen der Überlebenden widersprechen sich jedoch, ob es diesen gegeben hat.

## Sichtung und Zusammenstoß

### Überblick
Am Sonntag, den 14. April um 23:40 Uhr Bordzeit, ist die Titanic in physischen Kontakt mit einem Eisberg geraten. Überlebende Besatzungsmitglieder und Passagiere haben dies vielfach bezeugt. Einige Überlebende haben den Eisberg mit eigenen Augen gesehen, andere haben einen dunklen Schatten wahrgenommen. Es gibt auch Aussagen über Eisstücke, die vom Eisberg auf das Schiff gefallen sind. Ferner liegen Aussagen darüber vor, wie der Kontakt mit dem Eisberg gehört oder gefühlt wurde.

Wie das Ausweichmanöver ausgesehen haben kann: die Titanic, von Osten (auf dem Bild rechts) kommend, fährt erst nach links und dann nach rechts, damit das ausscherende Heck nicht den Eisberg trifft. (Bug in Blau, Heck in Rot.)

Nachdem die beiden Männer im Ausguck der Titanic den Eisberg gesichtet hatten, schlug einer von ihnen, Frederick Fleet, dreimal die Glocke, um zu signalisieren, dass er ein Objekt geradeaus vor dem Schiff gesehen hat. Allerdings dürfte der Eisberg zeitnah oder sogar gleichzeitig auf der Brücke gesehen worden sein.
Die Titanic konnte vor dem Aufprall noch leicht nach Backbord (links) steuern. Dennoch schrammte sie gegen den Eisberg, was sechs bis sieben Sekunden gedauert hat. Betroffen waren 200 bis 225 Fuß an der Steuerbordseite des Schiffs. In der Sprache des Seerechts handelte es sich nicht um eine Kollision, sondern genau genommen um eine Allision. Dabei stößt ein Schiff nicht gegen ein bewegliches Objekt (wie ein anderes Schiff), sondern gegen ein unbewegliches. Der Eisberg hat sich nur durch die Strömung und den Wind langsam bewegt. Außerdem dürfte er, wegen seiner Masse, durch die Allision nicht wesentlich bewegt worden sein.
Wie sich herausstellte, hat der Eisberg mehrere Lecks an der vorderen Steuerbord-Seite verursacht. Wegen der hohen Geschwindigkeit der Titanic (22,5 Knoten oder umgerechnet 41,7 km/h), die so rasch nicht gestoppt werden konnte, drückte ein Teil des Eisbergs unterhalb der Wasserlinie gegen den Rumpf. Durch diesen Druck lösten sich Nieten, und die Außenhaut erhielt schmale, längliche Lecks. Zwei Stunden und vierzig Minuten nach dem Aufprall sank das Schiff.

### Zeugenaussagen zum Eisberg selbst

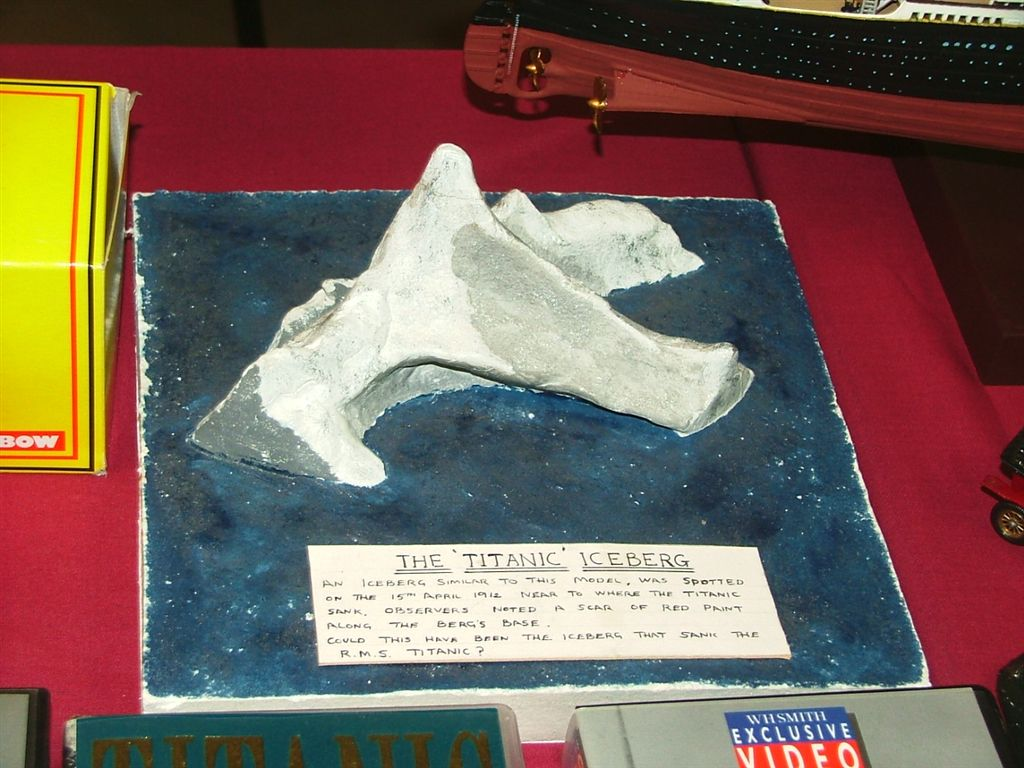
Im Titanic-Museum Branson: ein Modell eines Eisbergs, der auf einem Foto in der Nähe der Unglücksstelle festgehalten wurde.

Die Kollision bzw. Allision ereignete sich zwanzig Minuten vor Mitternacht, als sich kaum jemand auf den Decks befand. Darum wurde der Eisberg von nur wenigen Menschen mit eigenen Augen gesehen. Dazu gehören vor allem die Ausgucke Frederick Fleet und Reginald Lee, die beide das Unglück überlebten.
Nach den Aussagen in der britischen Untersuchung sah Fleet eine dunkle Masse voraus erscheinen. Er läutete die Glocke dreimal, um zu signalisieren, dass ein Objekt geradeaus gesichtet worden war (einmal bedeutet Backbord, zweimal Steuerbord). Sogleich sagte Fleet zu Lee, dass es Eis sei, und Fleet wandte sich zum Telefon hinter ihnen. Er meldete der Brücke, dass ein Eisberg direkt vor dem Schiff zu sehen war.
Lee meinte, der Eisberg sei durch einen Dunst (haze) gekommen, daher sei nur die Spitze sichtbar gewesen. Außerdem sei nur die Spitze weiß gewesen und der Eisberg habe zunächst schwarz ausgesehen. Weiß sei nur die Rückseite gewesen, die er gesehen habe, als der Eisberg Richtung Heck verschwand. Der Staatsanwalt vermutete, dass die Lichter der Titanic den Eisberg beleuchtet haben. Lees Kollege Fleet hingegen wagte es nicht, Dunst als Grund dafür zu bezeichnen, dass der Eisberg schlecht sichtbar gewesen sei. Auf Nachfragen bestätigte Fleet, dass die Nacht klar war.
Andere überlebende Besatzungsmitglieder haben dieses berichtet:
- Quartermaster Alfred Olliver kam auf die offene Brücke von Backbord aus und sah, wie die Eisbergspitze am Schiff vorbeirauschte.[19] Er sah nur die Spitze des Eisbergs und konnte von seinem Standpunkt aus die Breite nicht einschätzen. Der Eisberg war unerwarteterweise nicht weiß, sondern eine Art dunkelblau.[20]
- Quartermaster George Rowe stand unter der Docking Bridge am Heck und eilte nach Fühlen der Erschütterung Richtung Steuerbord. Zuerst habe er geglaubt, einen Windjammer mit nassem Segel zu sehen, den die Titanic gerammt habe. Danach erst habe er erkannt, dass es ein Eisberg war.[21] Er beobachtete, wie der hohe Eisberg weniger als zehn Fuß (etwa drei Meter) vom Schiff entfernt vorbei glitt. Er befürchtete, dass der Berg den Rand der Docking Bridge erfassen würde.[22] Der Eisberg sei etwa 100 Fuß (30,48 Meter) hoch gewesen.[23]
- Fireman Alfried Shiers lag lesend in seinem Bett, als er den Zusammenstoß bemerkte. Er eilte auf das Forward Well Deck, wo er aber nur schwach die Umrisse des Eisbergs habe erkennen können, als dieser sich schon hinter dem Schiff befand. Um den Eisberg habe er einen schwachen Dunst gesehen. Dies sei vier oder fünf Minuten nach dem Zusammenstoß gewesen.[24]
- George Hogg war einer der beiden Ausgucke, die um Mitternacht Fleet und Lee abgelöst haben. Hogg habe ein schwarzes Objekt starboard quarter gesehen. Dies wäre mindestens 15 Minuten gewesen, nachdem Shiers den Eisberg gesehen hat.[25]
- Able-Bodied Seaman Joseph Scarrott auf dem forecastle head sah erst eine Menge Eis auf dem forwell deck rechts. Er ging zur Reling und sah einen Eisberg, von dem er glaubte, dass er die Titanic gestreift habe. Der Eisberg schien sich nach Achtern zu bewegen.[26]

Bald nach der Kollision eilten Kapitän Smith und mehrere Offiziere zur Brücke. Smith, Murdoch und der Vierte Offizier Joseph Boxhall gingen zur Steuerbordseite der Brücke, um nach dem Berg zu schauen. Boxhall (der einzige Überlebende unter ihnen) war sich unsicher, ob er die Form des Bergs noch erkannt hat, weil seine Augen sich noch an die Dunkelheit gewöhnen mussten. Er habe wie eine kleine schwarze Masse ausgesehen, die nicht weit aus dem Wasser ragt.

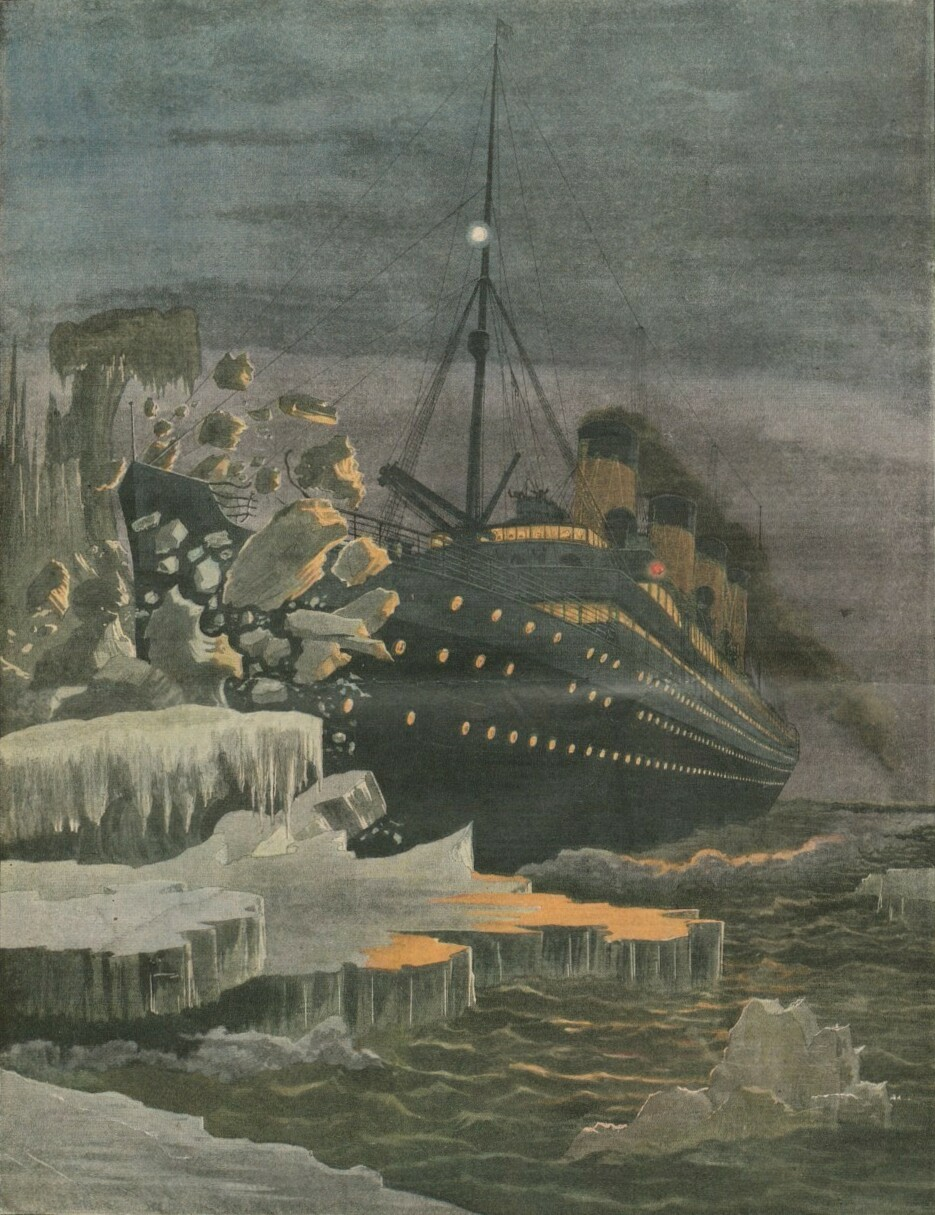
Aus Le Petit Journal, Paris, vom 28. April 1912: Gerade die frühesten Darstellungen der Katastrophe sind Fantasie-Zeichnungen ohne Kenntnis von der Größe des Eisbergs oder der Art des Zusammenstoßes.

Passagiere haben den Eisberg entweder als dunklen Schatten oder als weiße Masse bemerkt, die am Schiff vorbeigezogen ist, oder den Eisberg später vom Deck aus gesichtet:
- Edith Rosenbaum sah aus ihrer Kabine in der Ersten Klasse, kurz nach der Erschütterung, auf das umschlossene Promenadendeck hinaus. Sie sah eine „ghostly wall of white“ (eine geisterhafte Wand aus Weiß) vorüberziehen. Ähnliches beobachteten George Rheims und Frederick und Jane Hoyt.[29] Rosenbaum sei danach aufs Deck gegangen, wo nur fünf Passagiere standen, darunter William T. Stead. Sie sahen die Eisstücke auf dem Deck und erfuhren von Francis Millet: „Eisberg. [...] Wir alle wandten uns mit neuem Interesse dem großen schwimmenden Berg aus Weiß zu. Er war in einiger Entfernung nach Steuerbord getrieben und erhob sich undeutlich und geheimnisvoll in der samtenen Dunkelheit.“[30]
- Emma Bucknell und ihre Zofe Albina Bazzani sahen in ihrer Kabine auf dem D-Deck den Eisberg am Fenster vorbeiziehen. Deswegen und wegen des Eises auf Gängen wies sie das an Bord gehörte Gerücht zurück, der Eisberg habe unter Wasser gelegen. Eine andere Frau habe gesagt, er sei höher als das D-Deck gewesen, was Bucknell plausibel vorkam.[31]
- Eleanor Cassebeer und Harry Anderson sahen, wahrscheinlich von der Reling des Promenadendeckes herab, kleine Stücke Eis auf dem Deck liegen. Von hier aus sahen sie den Berg. Sie vermutete, dass auch Schiffskonstrukteur Thomas Andrews, der anwesend war, den Berg gesehen hat.[32]
- Albert und Vera Dick waren von der Erschütterung geweckt worden und gingen auf ein Deck. Vera erinnerte sich daran, den Berg gesehen zu haben.[33]
- Auf dem Promenadendeck war Spencer Silverthorne, der im smoking room lesend den Zusammenstoß gespürt hatte. Er sei gerade rechtzeitig gekommen, um den immmense greyish-white iceberg (den immensen, gräulich-weißen Eisberg) vorbeiziehen zu sehen. Weil das Schiff noch nicht zum Stehen gekommen war, sei der Eisberg nach Achtern und außer Sicht getrieben.[34]
- William Sloper und Stewards waren auf das Deck geeilt und konnten noch einen raschen Blick auf den Eisberg werfen.[35] Zu ihnen gehörte der Bedroom Steward Alfred Crawford auf dem B-Deck. Er berichtete von einem großen schwarzen Objekt, das sich längs des Schiffes bewegt habe.[36]

### Zeugenaussagen zum Zusammenstoß und zum Eis auf dem Schiff

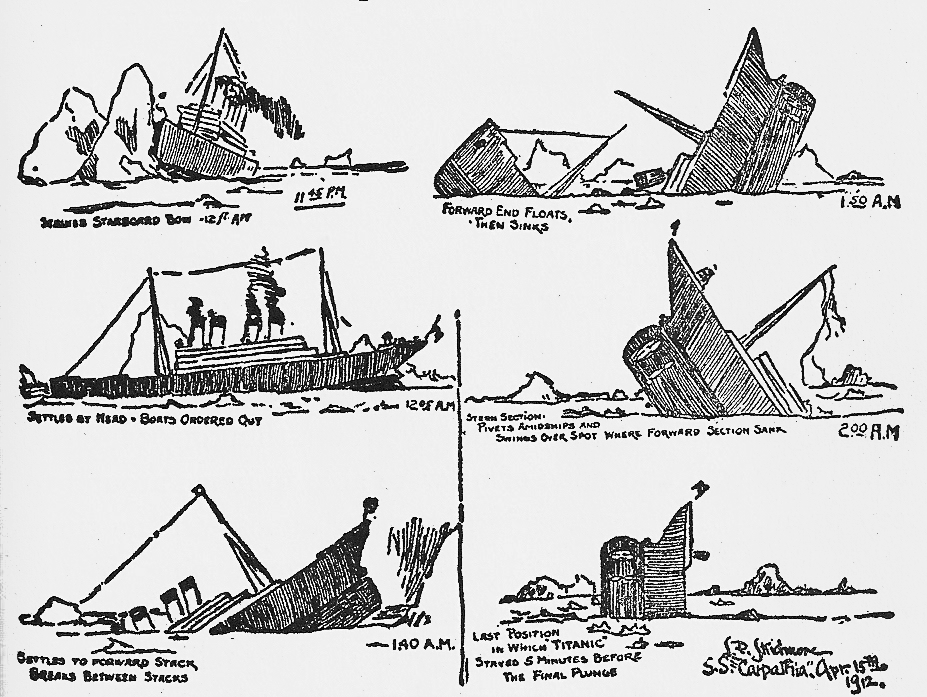
Eine Zeichnung aus dem Jahr 1912: Der junge Jack Thayer hat das Unglück überlebt, das ein Passagier der Carpathia gezeichnet hat.

Eine Anzahl von Passagieren beschrieb später das Erleben des Zusammenstoßens als „slight shock“ (leichten Schock oder Stoß) oder „jar“ (Erschütterung). Das Geräusch wurde beispielsweise von Carrie Chaffee so beschrieben, als wenn jemand eine Kette gegen die Schiffsseite ziehen würde. Charlotte Collyer empfand den Zusammenstoß als „a long backward jerk, followed by a shorter forward one“ (ein langer Ruck nach hinten, gefolgt von einem kürzeren Ruck nach vorne). Andere wurden durch den Aufprall nicht geweckt, oder erst durch das Stoppen der Maschinen bald danach, wie die 12-jährige Ruth Becker. Einige gingen wieder schlafen, andere waren sehr beunruhigt. Boxhall zufolge ging er in dem Moment Richtung Brücke, und der Zusammenstoß habe nicht einmal seinen Gang beeinflusst.
Im Bauch des Schiffes, in den Maschinenräumen, spürte man das Zusammenstoßen deutlicher. Greaser Frederick Scott im Turbinenraum berichtete von einem Schock und glaubte zunächst, dass etwas im Hauptmaschinenraum schief gegangen wäre. Fireman George Beauchamp im Kohlenraum erinnerte sich, ein grollendes Donnern gehört zu haben.

Eisberg und Titanic auf einem Gemälde von 1913

Teile des Eisbergs sind an der Steuerbord-Seite auch gegen Aufbauten der Titanic gestoßen. Als er das vordere Welldeck passierte, brachen große Eisstücke ab und fielen auf das Deck des Schiffes. Eis vom Eisberg befand sich aber nicht nur auf dem Deck:
- Der Erste-Klasse-Passagier Edwin Kimball berichtete, Eis sei durch das Bullauge in seine Kabine geraten.[41]
- Margaret Swift und Alice Leader wurden von einem Mann besucht, der in seinen Händen Eis hielt. Es sei überall auf dem Gang unter den Bullaugen.[42]
- Emma Bucknell sah auf dem Gang, wie Eis durch ein zerbrochenes Bullauge auf den Boden gefallen war.[43] Sie zog sich warm an. Wieder auf dem Gang sah sie zwei junge Frauen sich unterhalten, von denen eine nicht glauben konnte, dass das Schiff von einem Eisberg getroffen worden war. Bucknell ging ans Ende des Korridors, nahm Eisstücke und zeigte sie den Frauen zum Beweis.[44]
- Edith Rosenbaum sah es auf dem Deck: „Someone suggested a snow fight, but it was too cold for that.“ (Jemand schlug eine Schneeballschlacht vor, aber dafür war es zu kalt.)[45]
- Der Salon-Steward Alexander Littlejohn sah zwei Fuß Eis (60 Zentimeter) in den Speigatten (Abflüssen für Regen- oder Meerwasser) auf der Steuerbordseite des vorderen Welldecks.[46]
- Gladys Cherry und ihre Kusine, die Countess of Rothes, ferner Alfred Nourney und auch der Dritte Offizier Herbert Pitman sahen Eis auf dem Welldeck.[47]

Der Sachbuchautor Walter Lord stellt die Frage, ob nicht auch der Eisberg selbst beschädigt worden ist. Beim Aufprall unter Wasser an der vorderen Seite des Schiffs könnte Eis schon so stark vom Eisberg abgeschabt worden sein, dass der Eisberg an der hinteren Steuerbord-Seite keine Lecks mehr verursacht hat. Tatsächlich jedoch war es das Ausweich-Manöver, das verhindert hat, dass die hintere Seite gegen den Eisberg geprallt ist.

### Einschätzung der Größe

Größenvergleich von Eisberg und Schiff, nach der Schätzung des Eisbergs durch Bigg und Wilton. Das Aussehen des Eisbergs muss spekulativ bleiben.

Einige Augenzeugen haben versucht, die Höhe des Eisbergs einzuschätzen, teilweise im Vergleich zu Elementen des Schiffes. So sagten Lee und Fleet, die beiden Ausgucke, der Eisberg sei etwas höher als das Vorderdeck, aber niedriger als das Krähennest gewesen. Dementsprechend, so schlussfolgerte Halpern, ragte der Eisberg zwischen 70 und 75 Fuß aus dem Wasser hervor. Quartermaster Olliver zufolge war der Eisberg etwa so hoch wie das Bootsdeck oder etwas höher. Die Passagierin Eleanor Cassebeer sagte, sie habe den Berg etwa 75 bis 100 Fuß aus dem Meer ragen gesehen.
Anhand solcher Zeugenaussagen beschreiben Bigg und Wilton den sichtbaren Teil des  Titanic-Eisbergs als 50 bis 100 Fuß (etwa 15 bis 31 Meter) hoch und 400 Fuß (122 Meter) lang. Sie gehen davon aus, dass bei einem verwitterten Eisberg nur 16,7 Prozent über der Wasseroberfläche liegt. Der gesamte Eisberg wäre folglich mindestens 90 bis 185 Meter tief und ca. 125 Meter lang gewesen. (Der Anteil eines Eisbergs, der aus dem Wasser ragt, hängt von Faktoren wie der Wassertemperatur und Lufteinschlüssen ab.)
Eisberge schmelzen gewöhnlich an den Seiten. Wenn der Schwerpunkt schließlich zu hoch liegt, kippt ein Eisberg um. Wenn der Titanic-Eisberg tatsächlich etwa 125 Meter lang war, dann wäre die Gesamthöhe bis zu 100 Meter gewesen. Über der Wasseroberfläche wäre er folglich 15 bis 17 Meter hoch gewesen, was zu den Zeugenaussagen über die Höhe (über der Wasseroberfläche) passen würde. Die Masse wären 2 Megatonnen gewesen. Nach Zeugenaussagen hatte der Eisberg eine oder zwei auffällige Spitzen, was einen Tafelberg ausschließt.
Zum Größenvergleich: Die Titanic selbst, damals das größte Schiff der Welt, hatte insgesamt eine Länge von 882 Fuß und 9 Zoll (rund 269 Meter). Sie war bis zu 92 Fuß und 6 Zoll breit (rund 28 Meter). Ihr Tiefgang (von der Wasserlinie bis zum Kiel) betrug vorn 34 Fuß und 6 Zoll (rund 10 Meter). Die Mastspitzen befanden sich, bei voller Beladung des Schiffs, etwa 205 Fuß (62,5 Meter) über dem Wasser.

## Fotografien von Eisbergen
Nach dem Unglück gelangten mehrere Schiffe in die Nähe der Unglücksstelle. Besatzungsmitglieder oder Passagiere auf solchen Schiffen haben Fotografien von Eisbergen angefertigt. Von einigen wurde behauptet, dass sie der Eisberg gewesen sein könnten, der die Titanic versenkt hat.
Allerdings trieb die Drift die Eisberge kontinuierlich nach Süden, das heißt, dass der Eisberg nach dem Unglück die Stelle langsam verlassen hat. Außerdem haben in jenem April 1912 fast 400 Eisberge den 48. Breitengrad nach Süden überschritten (bei Neufundland, wo sie gezählt worden sind). Ein gewisser Anteil davon hat die Region des Titanic-Unglücks erreicht.
Man hat versucht, die Formen der fotografierten Eisberge mit den Beschreibungen von Augenzeugen des Unglücks abzugleichen. In einigen Fällen hieß es, dass ein Strich mit roter Farbe (vom Rumpf des Schiffes) gesehen worden sei. Der Eisforscher Steve Bruneau erklärte, dass das Eis des Eisbergs sich bei der Kollision wie Gestein verhalten habe. Es sei durchaus möglich, dass Farbe vom Schiff gekratzt und ins Eis hinein gepresst worden sei. Solange sie nicht unter Wasser gekommen und solange es kühl geblieben ist, könnte die Farbe einen Tag oder länger auf dem Eisberg sichtbar gewesen sein.

### Gibraltar-These

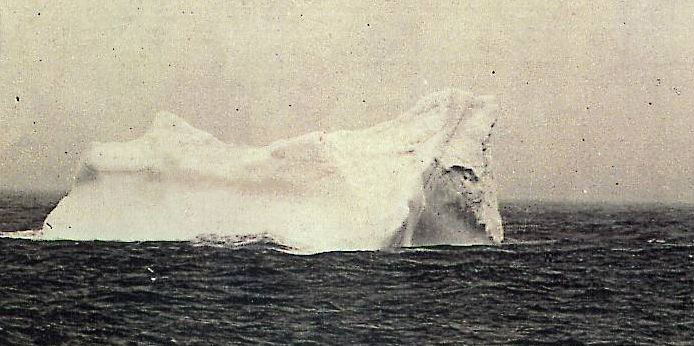
Der Eisberg, der mit dem Namen von Stephan Rehorek verbunden ist

Mehrere Augenzeugen haben den fatalen Eisberg von der Form her mit dem Felsen von Gibraltar verglichen. Dieser Felsen an der Meerenge von Gibraltar liegt im Süden Spaniens. Seine Form ist eine längliche Erhöhung mit einer hohen Spitze an der einen Seite sowie einer kleineren an der anderen Seite.
Der Seemann Scarrott war in der Unglücksnacht auf dem forecastle head (vorderes Deck) der Titanic und sah den Eisberg kurz nach dem Zusammenstoß, noch von den Lichtern des Schiffes beleuchtet. Er sagte später aus, so sähe der Felsen von Gibraltar vom Europa Point aus. Die übrigen Überlebenden wie Esther Hart hingegen haben den fraglichen Eisberg erst im Rettungsboot beobachtet, als einen von mehreren in der Nähe, als am Morgen die Sonne aufgegangen ist. Einige Tage später, am 20. April 1912, war der deutsche Dampfer Bremen in der Nähe der Unglücksstelle. Passagiere haben Treibgut und mehr als hundert Leichen im Wasser gesehen. An Bord war Stephan Rehorek, der mehrere Fotografien gesammelt hat. Eine zeigt einen Eisberg, auf den die Beschreibung der Überlebenden Scarrott, Stengel, Hart und Osman zutrifft.

### Weitere Eisberge

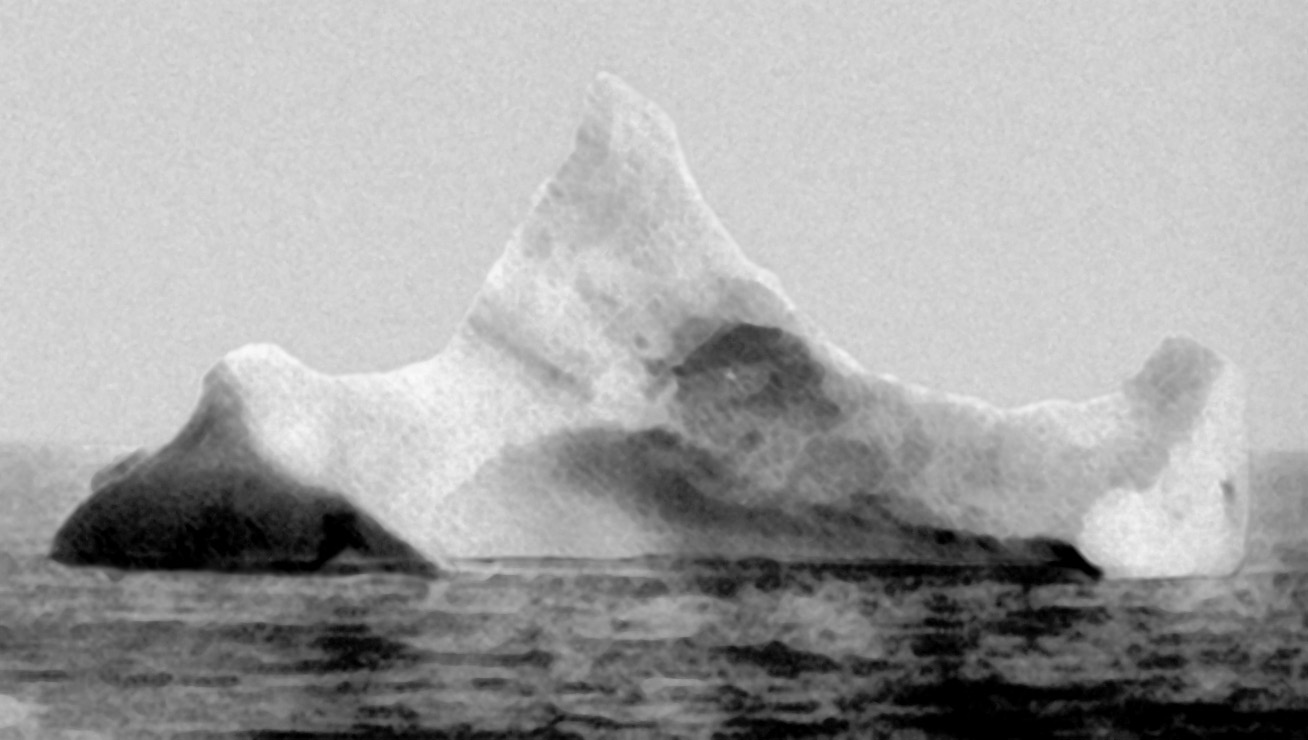
Der Eisberg, der vom Chefsteward der Prinz Adalbert fotografiert wurde, noch bevor er vom Unglück erfahren hat.

Im Oktober 2015 wurde eines der Eisberg-Fotos versteigert. Es wurde an Bord des Dampfers Prinz Adalbert am Morgen des 15. April gemacht. Eine Notiz dazu vom Fotografen, einem Steward auf dem Schiff, berichtete von roter Farbe, die auf dem Eisberg sichtbar sei. Das Foto hing jahrzehntelang an den Wänden einer Kanzlei, die die White Star Line rechtlich vertrat. Gekauft habe sie es kurz nach dem Unglück von einem anderen Kunden, der Hamburg-Amerika-Linie. Als die Kanzlei im Jahr 2002 geschlossen wurde, gaben die vier Partner das Foto mit der Notiz von der roten Farbe zur Auktion frei. Das Auktionshaus Henry Aldridge & Son in Devizes (Großbritannien) hat es auf 10.000 bis 15.000 Pfund geschätzt.

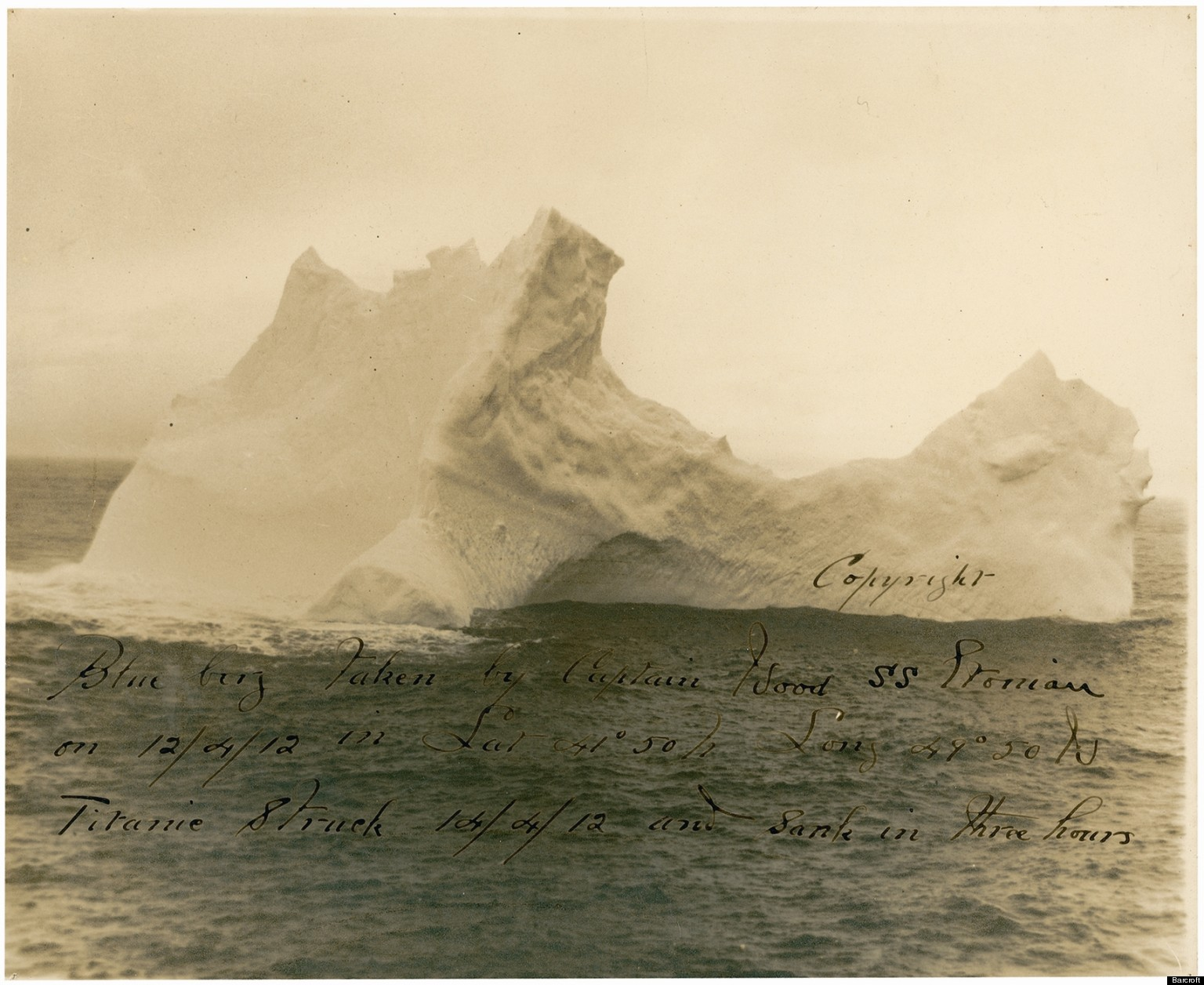
Das Foto, das von der Etonian am 12. April aufgenommen wurde

Im Jahr 2020 kündigte dasselbe Auktionshaus eine weitere Versteigerung an. Dieses Eisberg-Foto stammte von Kapitän Wood von der Etonian und wurde bereits am 12. April um 16:00 Uhr gemacht. Die vom Kapitän gemachte Positionsangabe beschreibe fast genau die Stelle, an der später das Unglück passierte. Henry Aldridge & Son schätzte den Wert auf 12.000 Pfund. (Die Position befindet sich jedoch 47 Kilometer südöstlich vom Wrack entfernt.)
Ein weiteres Foto von einem Eisberg, das in der Literatur erwähnt wird, wurde von Hope Chapin aufgenommen. Sie war auf Hochzeitsreise an Bord der Carpathia und machte das Foto bei Tagesanbruch. Bigg und Wilton sehen die geschätzten Größenverhältnisse des Eisberges in demjenigen wieder, der von Kapitän de Carteret fotografiert worden ist. Er befehligte die Minia, die nach Leichen an der (vermeintlichen) Unglücksstelle gesucht hat. Das Foto zeigt Bigg und Wilton zufolge einen roten Farbstreifen.

## Kulturelle Rezeption
Um das historische Unglück des Passagierdampfers Titanic habe sich eine Geschichte entwickelt, mit der bestimmte Elemente unauflöslich verknüpft seien, meinen Brown, McDonagh und Shultz. Dazu gehörten nicht nur die Größe des Unglücks und die hochmütige Behauptung von der Unsinkbarkeit des Schiffes, sondern auch die „nemesis of Mother Nature's iceberg“ (die Feindschaft durch den Eisberg von Mutter Natur).
Es gibt zahlreiche Sachbücher und Romane zur Titanic. Doch zu einer Kollision gehörten zwei, meint Philip Morrison in einer Rezension zu einem Buch des Meeresbiologen Richard Brown. Dieser beschreibt in Voyage of the Iceberg das Ereignis aus der Perspektive des Eisbergs, und darüber hinaus die mögliche Reise des Eisbergs im hohen Norden, entlang Gegenden wie Grönland und den dortigen Menschen.
Ein Pendant in der Lyrik ist das Gedicht The Iceberg des Kanadiers Charles G. D. Roberts. In der Ich-Perspektive erzählt der Eisberg, ein Alp afloat (ein treibender Alp), seinen Lebensweg von der Entstehung am Gletscher bis zur Auflösung im Ozean. Bei der Kollision kriecht die Breitseite der Titanic unter den Eisberg, der mit einem untergetauchten Horn den Rumpf durchbohrt und aufreißt. Die Schornsteine krachen gegen den Steinhang, und die gewaltige Masse des Eisbergs sinkt auf das Schiff herab und löscht es aus.

### Metaphorik

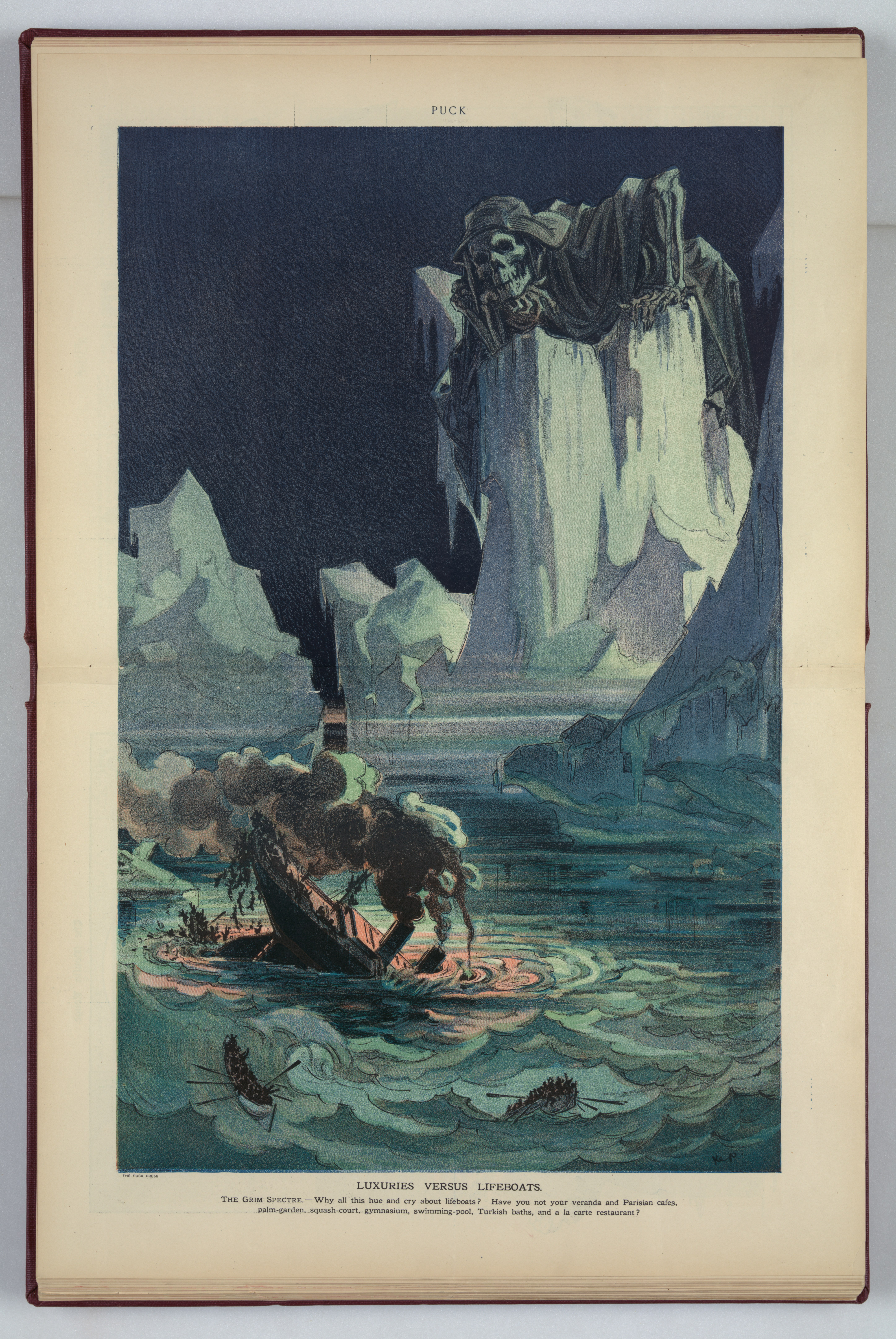
Eine typische Darstellung in den Wochen nach dem Unglück: ein Eisberg als Ungeheuer oder hier als Träger eines Ungeheuers (Udo J. Keppler, 1912).

Nicht nur die für Luxus stehende Titanic, sondern auch der Eisberg hat zahlreiche Autoren und bildende Künstler inspiriert. So war es üblich, in Karikaturen den Eisberg als ein Monster darzustellen. Religiöse Autoren prangerten einen fehlenden Respekt vor Gott und den Naturgewalten an, zu denen auch der Eisberg gezählt wurde. Die Eiswarnungen, die von der Titanic ignoriert worden waren, erscheinen als „Menetekel an der Wand“. Währenddessen wurde in linken Schriften der Eisberg zuweilen mit dem Proletariat verglichen: Es bringe den Kapitalismus (die Titanic) zum Sinken. Und wäre der Titanic-Film von Regisseur James Cameron ein Misserfolg geworden, dann hätten Kritiker behauptet, der Eisberg der Ablehnung durch das Publikum habe ihn versenkt, wie Peter Krämer es ausdrückte.
Als Produkt einer Belfaster Werft war die Titanic laut Richard Rankin Russell  auch ein Symbol des protestantischen Stolzes – der in Gefahr gewesen sei, von den kühlen „Eisberg-Dynamiken“ des irischen Nationalismus versenkt zu werden. Bau und Untergang der Titanic fanden gleichzeitig mit den Debatten zum irischen Home Rule statt. Stewart Parker, ein nordirischer Bühnenautor, lässt im Radiohörspiel The Iceberg (1975) die Geister zweier Werftarbeiter zu Wort kommen, die beim Bau der Titanic umgekommen sind und über den Nordirlandkonflikt sprechen.
Der Autor Stephen Kern sieht eine Analogie zwischen dem Titanic-Unglück und dem Attentat von Sarajevo, das den Ersten Weltkrieg mit ausgelöst hat: Die Eisberge auf der Route des Dampfers stünden in einer Analogie zu den acht Attentätern, die auf den Wagen von Franz Ferdinand gewartet haben. Shetsova etwa verglich im Jahr 2012 Russland unter Putin mit der Titanic auf der Suche nach ihrem Eisberg.

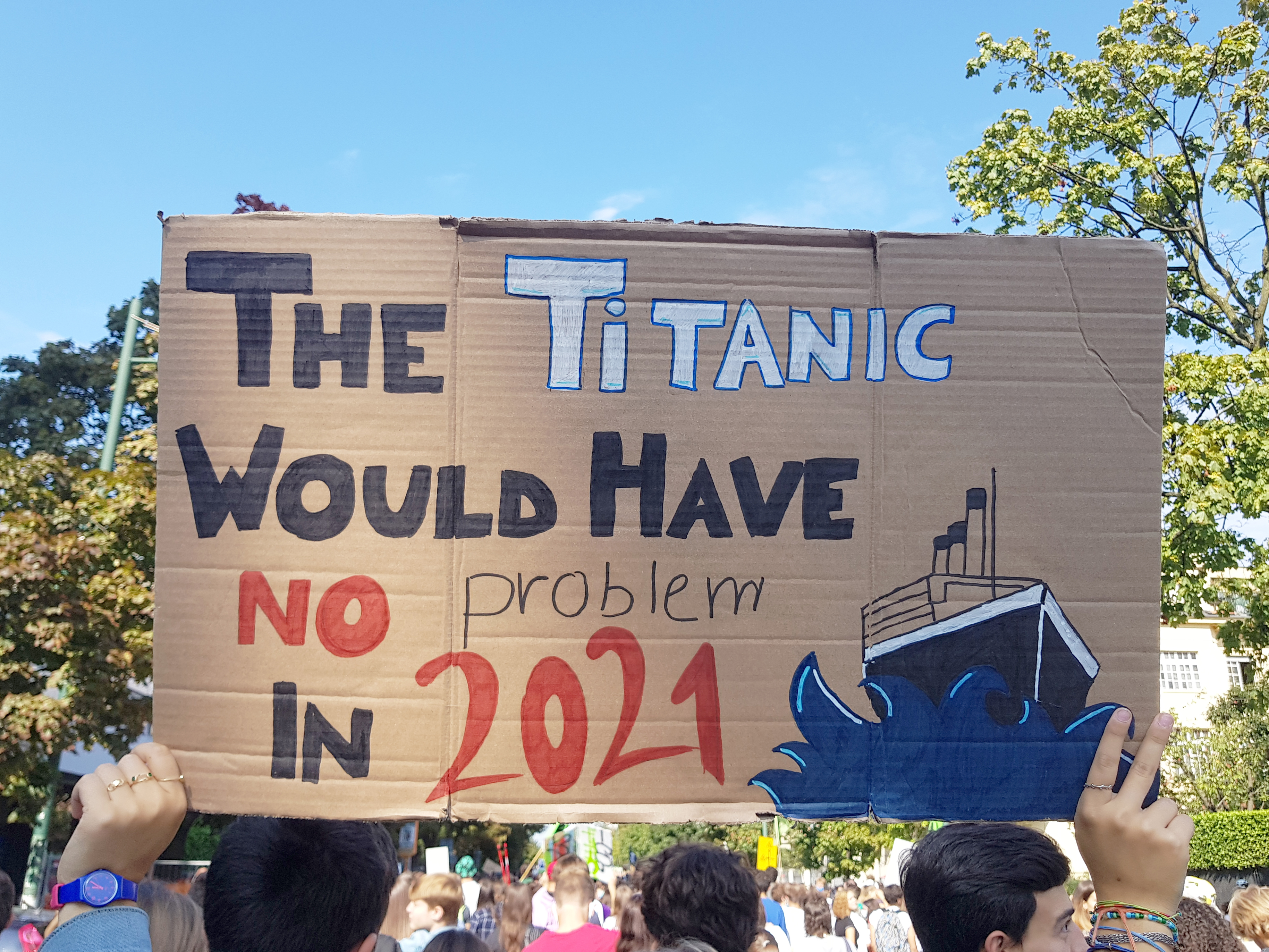
Demonstration in Mailand 2021: Laut Plakat hätte die Titanic im Jahr 2021 keine Probleme mehr.

Neue Metaphern oder Perspektiven ordnen den fatalen Eisberg beispielsweise in das Thema Klimawandel ein. Das See-Eis geht zurück, und durch das Schmelzen der grönländischen Gletscher werden zunächst mehr Eisberge entstehen. Allerdings verringert sich der Erwärmung wegen die Wahrscheinlichkeit, dass große Eisberge den 45. Breitengrad erreichen und dort die Schifffahrt gefährden.

### Thomas Hardy
Bereits im Jahr 1912 verarbeitete der britische Dichter Thomas Hardy den Bezug zwischen Schiff und Eisberg poetisch, und zwar auf eine sehr ungewöhnliche und allen Erwartungen widersprechenden Weise. Im vielzitierten Gedicht The Convergence of the Twain (etwa: Die Konvergenz der Zwei, Die Zusammenführung der beiden) kommen weder Leid noch Tote vor; stattdessen ist ein blinder, sinnloser Wille am Werk. Dieser Wille im Sinne von Schopenhauer habe den persönlichen Gott der Bibel als Gottheit ersetzt.
In The Convergence of the Twain stellt Hardy sich zunächst das luxuriöse Schiff auf dem Meeresboden vor. Während die Menschen die Titanic bauten, wuchs in der Natur der Eisberg heran. In der Unglücksnacht führte dann das Schicksal Schiff und Eisberg zusammen.
In der Fachliteratur, erklärt Emerson Brown Jr., sei es zu einem Gemeinplatz geworden, dass Hardys verwendete Sprache auf menschliche Sexualität hindeutet. Wenn Hardy von zwei erschütterten Halbkugeln spricht, die sich vereinigen, dann beziehe sich das nicht einfach auf die beiden Hemisphären der Welt. Vielmehr gehe dieses Bild auf den griechischen Komödienschreiber Aristophanes zurück: Die Götter hätten den ursprünglich kugelförmigen Menschen zur Strafe in zwei Teile geteilt, und daher rühre sein Drang, sich im Sexualakt zu vereinigen.
Außerdem spiele das Gedicht auf die Ehe an, wie sie im Matthäus-Evangelium zwischen den Pharisäern und Jesus diskutiert wird. Mann und Weib erscheinen darin beispielsweise als nicht mehr twain, sondern one flesh, und darauf beziehe sich auch das creature of cleaving wing (Kreatur mit gespaltenen Flügeln). In Hardys Gedicht finden sich noch weitere erotische und christliche Verweise.
So schicke Hardy die 1500 Seelen mit einem obscene pun (obszönen Wortspiel) in die Tiefe, wie Meredith Bergmann sich ausdrückt. Consummation comes (Vollziehung, Befriedigung, Verzehr kommt) beschreibe die sexuelle Vereinigung des als weiblich gedachten Schiffes mit dem Eisberg. Diese Zeile 33 widerspiegele aber auch die letzten Worte des 33-jährigen Jesus Christus: consummatum est (Es ist vollbracht).
Das Gedicht zeigt keinerlei Mitleid mit den Menschen, die durch das Unglück umgekommen sind. Die toten Kinder der Dritten Klasse oder die Diener auf der Titanic erscheinen gar nicht. Die Opulenz (Üppigkeit, Überladenheit), die nun auf dem Meeresboden liege, würde allenfalls die reichen Passagiere der Ersten Klasse thematisieren. Hardy scheint dem Eisberg, dem finsteren Gefährten, zu applaudieren. In Hardys Mythologisierung sorgt der Eisberg für Vergeltung, indem er dem Schiff und den Umgekommenen das gibt, was sie verdienen.
Dabei verfasste Hardy, ein sonst so mitfühlender Autor, der zwei Freunde auf der Titanic verlor, das Gedicht nicht etwa in großem zeitlichen Abstand zum Unglück, denn das erste Manuskript datiert bereits vom 24. April 1912 (neun Tage nach dem Untergang). Am 14. Mai fand im Londoner Covent Garden eine Matinée für eine Geldsammlung zugunsten der Hinterbliebenen statt, und dafür schrieb Hardy The Convergence of the Twain. Emerson Brown Jr. fragt sich, ob die Hinterbliebenen, die gerade ihre Liebsten verloren hatten, Hardys geistreiche Anspielungen – seine ruthless artistry (rücksichtslose Kunstfertigkeit) – wertschätzen konnten.
| (VI) [...] Well: while was fashioning This creature of cleaving wing, The Immanent Will that stirs and urges everything | Nun: während der Gestaltung Dieses Geschöpfs von gespaltenem Flügel, Der innewohnende Wille, der alles regt und treibt               |
| (VII) Prepared a sinister mate For her — so gaily great — A Shape of Ice, for the time far and dissociate.              | Bereitete einen finsteren Gefährten Für sie – so fröhlich groß – Eine Gestalt aus Eis, zunächst weit und unnahbar.                   |
| (VIII) And as the smart ship grew In stature, grace, and hue, In shadowy silent distance grew the Iceberg too.          | Und während das feine Schiff wuchs An Statur, Anmut und Glanz, Wuchs in schattiger, stiller Ferne auch der Eisberg.                  |
| (IX) Alien they seemed to be; No mortal eye could see The intimate welding of their later history,                      | So fremd schienen sie zu sein; Kein sterbliches Auge konnte sehen Die innige Verschmelzung ihrer späteren Geschichte,                |
| (X) Or sign that they were bent By paths coincident On being anon twin halves of one august event,                      | oder ein Zeichen, dass sie verknüpft waren Durch zusammenfallende Wege Um bald Zwillingshälften eines erhabenen Ereignisses zu sein, |
| (XI) Till the Spinner of the Years Said „Now!“ And each one hears, And consummation comes, and jars two hemispheres.    | Bis die Spinnerin der Jahre Sagte „Jetzt!“ Und jeder hört, Und die Vollziehung kommt und durchschüttelt zwei Hemisphären.            |

### Folk- und Popkultur

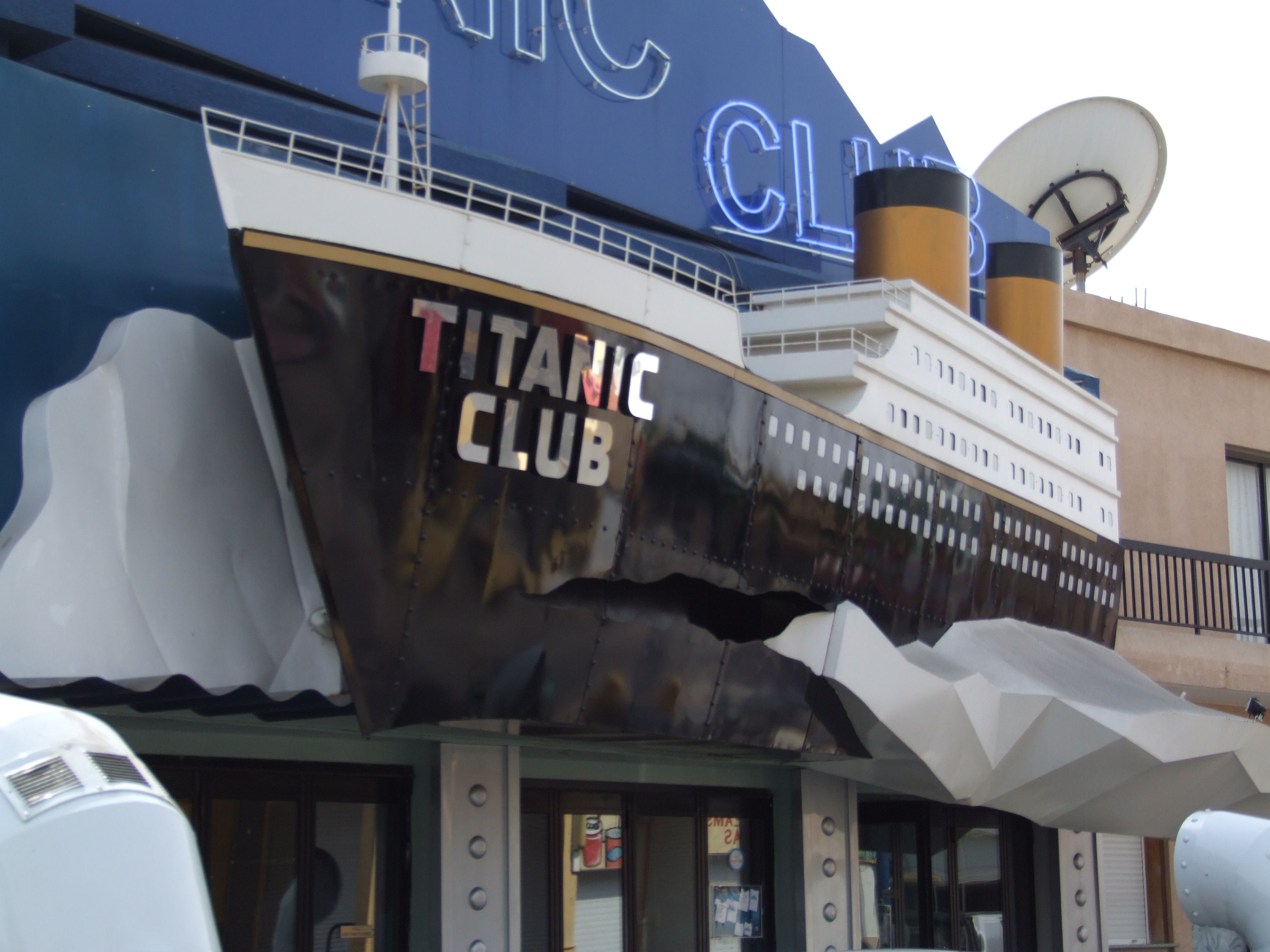
Eine Bar in Agia Napa auf Zypern

In der amerikanischen Folk-Kultur finden sich zahlreiche Anspielungen auf die Titanic und ihren Eisberg. In einem Lied der Dixon Brothers (1938), einer Band von Baumwollspinnerei-Arbeitern aus South Carolina, schlitzt der Eisberg nicht nur die Schiffsseite auf, sondern schneidet der Titanic auch den Stolz ab. Ein jüngeres Beispiel ist ein Lied der Mrs. Ackroyd Band (1999), in dem ein trauriger Eisbär nach Neuigkeiten zum Eisberg fragt, auf dem seine Familie gelebt hat.
Schließlich erscheint der Eisberg mit oder ohne Titanic in vielen populären Darstellungen und Kontexten, beispielsweise als Eiswürfelset in thematisch passender Form. Das amerikanische Comedy-Format Saturday Night Live hat im Jahr 2021 den Comedian Bowen Yang als The Iceberg that sank the Titanic auftreten lassen. Der Sketch thematisiert unangemessene Reaktionen von Prominenten auf Skandale. Der „Eisberg“ sieht sich selbst als Angegriffenen, sucht die Schuld beim Schiff, beim Ozean und bei der Reederei, reduziert die Zahl der Opfer auf 20 bis 30 und bewirbt sein neues Musikalbum.

### Museales und Tourismus

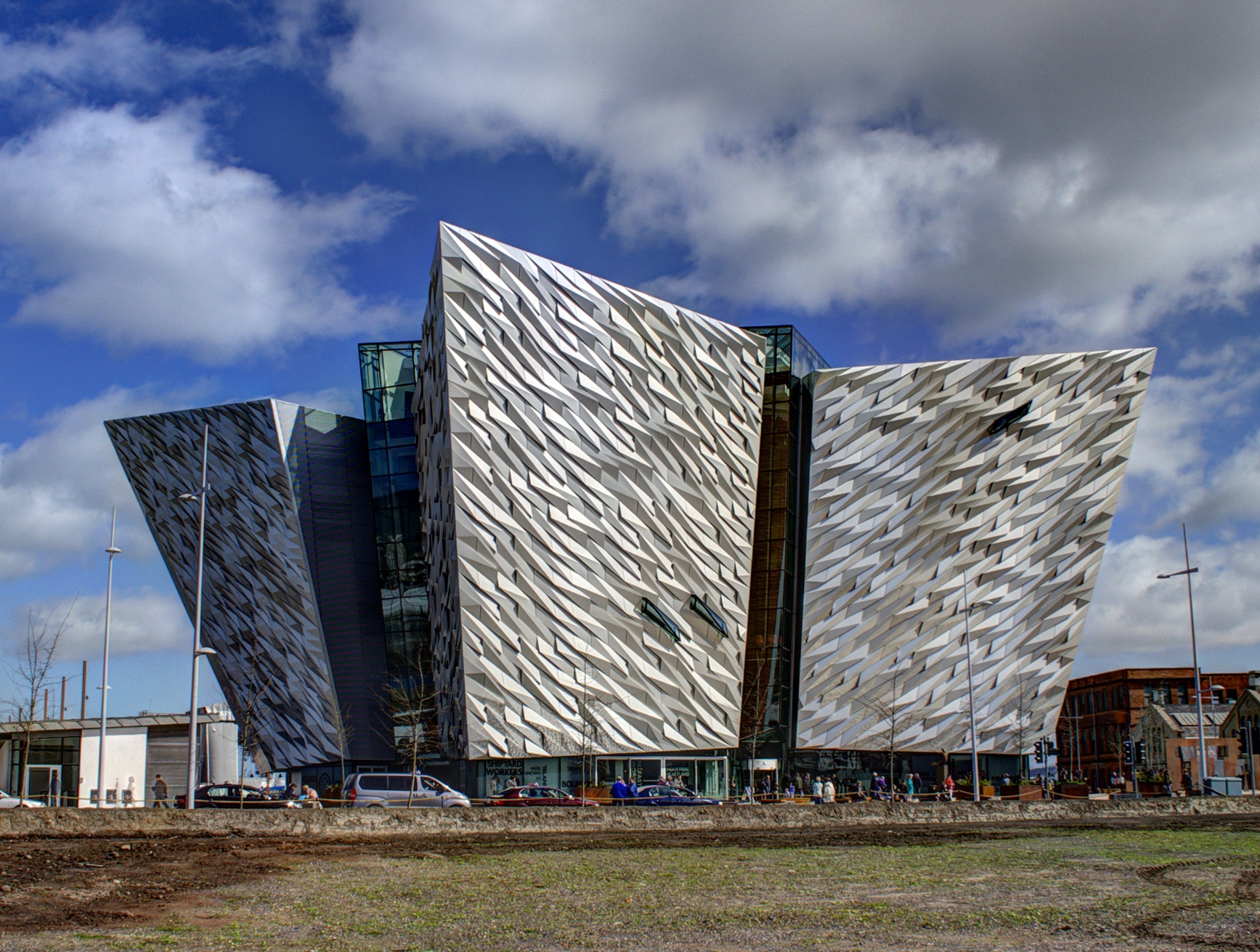
Das Titanic Belfast in der nordirischen Hauptstadt Belfast

Ein Erinnerungsort für die Titanic ist das ehemalige Gelände der Werft Harland & Wolff, die sie gebaut hat. Auf dem neu entwickelten Gelände wurde unter anderem im Jubiläumsjahr 2012 das Titanic Belfast eröffnet, ein Konferenz-Zentrum und Museum. Der örtliche Redakteur Tony Canavan bedauert, dass er sich beim Anblick von Titanic Belfast an das Aussehen eines Eisbergs erinnert fühlt. (Tatsächlich soll das Gebäude die Kollision von Eisberg und Schiff reflektieren.)

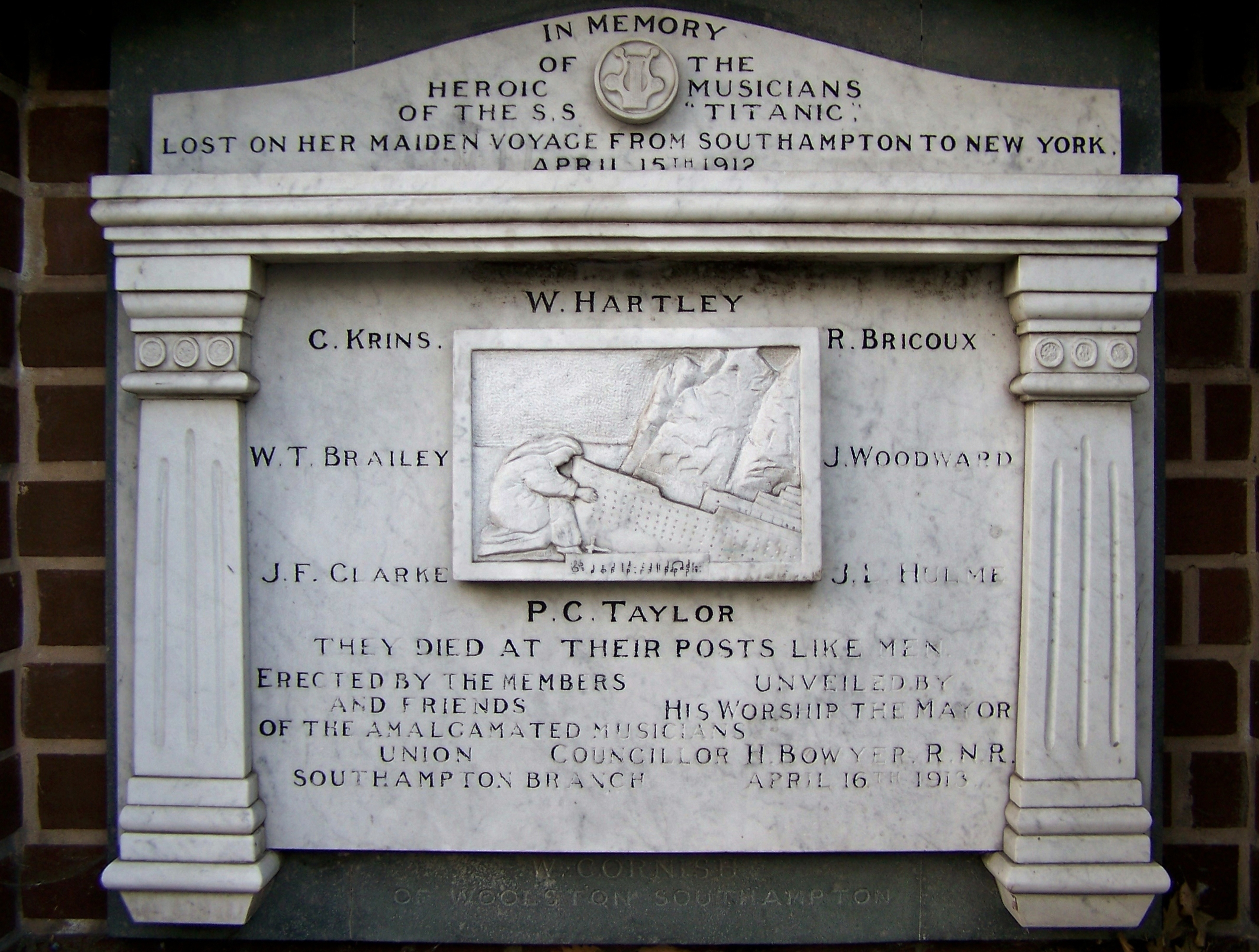
Der Eisberg auf einem Gedenkrelief für die Musiker auf der Titanic, Southampton (England)

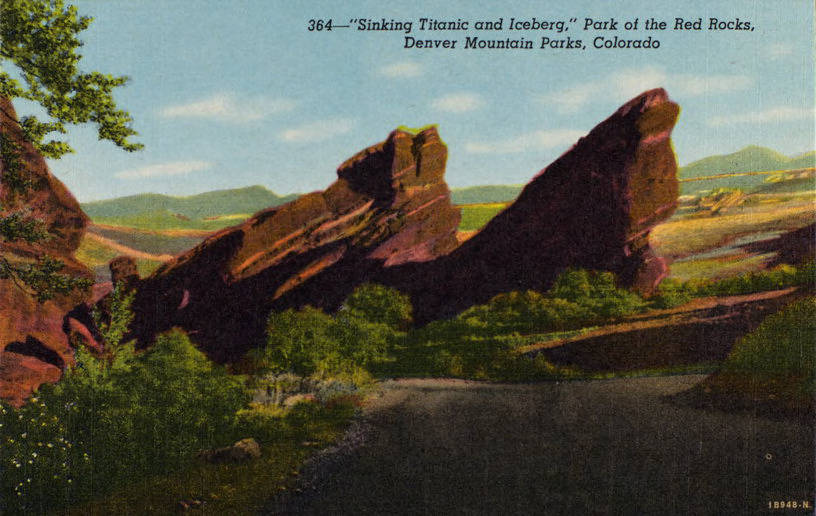
Zwei Felsformationen der Red Rocks (jenen bei Denver), die man nach der Titanic und dem Eisberg benannt hat

An Gedenkorten für die Titanic oder auf Gedenkplatten wird der Eisberg eher selten dargestellt. Im Park der Red Rocks (bei Denver, Colorado) gibt es zwei Felsen, die Sinking Titanic and Iceberg genannt werden.
Man sieht große Eisberg-Attrappen an den Titanic-Museen in Branson in Missouri bzw. in Pigeon Forge in Tennessee. Sie befinden sich im Außenbereich an den Gebäuden, die jeweils dem Aussehen der Titanic nachempfunden sind.
Im Museum in Pigeon Forge gibt es eine große Eis-Installation zum Anfassen (4,6 mal 8,5 Meter). Sie soll die Kälte eines Eisbergs erlebbar machen. Im August 2021 kam es zu einem Unfall: Die Eiswand stürzte zusammen, wodurch drei Besucher verletzt wurden und ins Krankenhaus mussten.
Die Northlands Discovery Boat Tours bieten Bootstouren vor der Küste von Neufundland an. Wenn sich sein Boot einem Eisberg nähert, dann spielt Bootsführer Paul Alcock die Titelmusik des Titanic-Films von 1997 ab. Manche Touristen würden darüber lachen, andere seien gerührt. Die Eisberge seien der wichtigste Grund dafür, dass jemand auf seiner Tour mitfährt. Lorraine McGrath vom Tourismusbüro der Stadt St. John’s auf Neufundland berichtet über die Faszination, die Eisberge auf diejenigen ausübten, die zum ersten Mal einen solchen sähen. Sie werde von Touristen häufig gefragt: „Ist das der Eisberg, der die Titanic versenkt hat?“ Sie antworte gutgelaunt: „Nein, dear. Das ist ein anderer.“

## Belege
1. ↑  Donald W. Olson, Russell L. Doescher, Roger W. Sinnott: Did the Moon Sank the Titanic? In: Sky & Telescope, April 2012, S. 34–39.
2. ↑  Donald W. Olson, Russell L. Doescher, Roger W. Sinnott: Did the Moon Sank the Titanic? In: Sky & Telescope, April 2012, S. 34–39, hier S. 36, 39.
3. ↑  Grant R. Bigg, David J. Wilton: Iceberg risk in the Titanic year of 1912: was it exceptional? In: Weather – April 2014, Vol. 69, No. 4, S. 100–104, hier S. 103.
4. ↑  Grant R. Bigg, David J. Wilton: Iceberg risk in the Titanic year of 1912: was it exceptional? In: Weather – April 2014, Vol. 69, No. 4, S. 100–104.
5. ↑  Nadja Podbregar: Neues zum Titanic-Eisberg. In: Bild der Wissenschaft. 11. April 2014, abgerufen am 15. September 2023.
6. ↑  Megan E. Linkin: Icebergs Ahead!: How Weather Doomed The Titanic. In: Weatherwise, Band 60, Nr. 5, S. 20–25, hier S. 24/25.
7. ↑  Alasdair Wilkins: Whatever happened to the iceberg that sank the Titanic? In: gizmodo. 15. April 2012, abgerufen am 1. September 2023 (englisch).
8. ↑  Daniel Stone: The Incredible Story of the Iceberg That Sank the Titanic. In: Smithsonian Magazine. 16. August 2022, abgerufen am 6. September 2023 (englisch).
9. ↑  Samuel Halpern: Account of the Ship's Journey accross the Atlantic. In: Samuel Halpern (Hrsg.): Report into the Loss of the SS Titanic: A Centennial Reappraisal. The History Press, Stroud 2016 (2012), S. 71–89, hier S. 84/85, 88.
10. ↑  Samuel Halpern: Account of the Ship's Journey accross the Atlantic. In: Samuel Halpern (Hrsg.): Report into the Loss of the SS Titanic: A Centennial Reappraisal. The History Press, Stroud 2016 (2012), S. 71–89, hier S. 85.
11. ↑  Tad Fitch, J. Kent Layton, Bill Wormstedt: On a Sea of Glass. The Life & Loss of the RMS Titanic. Amberley, Stroud 2015, S. 143, 295.
12. ↑  Samuel Halpern: Strangers on the Horizon. Titanic and Californian – A Forensic Approach. Halpern 2021 (2019), S. 70/71.
13. ↑  Tad Fitch, J. Kent Layton, Bill Wormstedt: On a Sea of Glass. The Life & Loss of the RMS Titanic. Amberley, Stroud 2015, S. 78–82.
14. ↑  Charles Weeks, Samuel Halpern: Description of the damage to the ship. In: Samuel Halpern (Hrsg.): Report into the Loss of the SS Titanic: A Centennial Reappraisal. The History Press, Stroud 2016 (2012), S. 100–130, hier S. 100/101, S. 126.
15. ↑  Samuel Halpern: Strangers on the Horizon. Titanic and Californian – A Forensic Approach. Halpern 2021 (2019), S. 63.
16. ↑  Samuel Halpern: Strangers on the Horizon. Titanic and Californian – A Forensic Approach. Halpern 2021 (2019), S. 71/72.
17. ↑  Samuel Halpern: Strangers on the Horizon. Titanic and Californian – A Forensic Approach. Halpern 2021 (2019), S. 75.
18. ↑  Samuel Halpern: Strangers on the Horizon. Titanic and Californian – A Forensic Approach. Halpern 2021 (2019), S. 76/77.
19. ↑  Tad Fitch, J. Kent Layton, Bill Wormstedt: On a Sea of Glass. The Life & Loss of the RMS Titanic. Amberley, Stroud 2015, S. 143.
20. ↑  Samuel Halpern: Strangers on the Horizon. Titanic and Californian – A Forensic Approach. Halpern 2021 (2019), S. 69/70.
21. ↑  Samuel Halpern: Strangers on the Horizon. Titanic and Californian – A Forensic Approach. Halpern 2021 (2019), S. 96.
22. ↑  Tad Fitch, J. Kent Layton, Bill Wormstedt: On a Sea of Glass. The Life & Loss of the RMS Titanic. Amberley, Stroud 2015, S. 144.
23. ↑  Day 7, Amerikanische Untersuchung, zuletzt abgerufen am 1. September 2023.
24. ↑  Samuel Halpern: Strangers on the Horizon. Titanic and Californian – A Forensic Approach. Halpern 2021 (2019), S. 80/81.
25. ↑  Samuel Halpern: Strangers on the Horizon. Titanic and Californian – A Forensic Approach. Halpern 2021 (2019), S. 81.
26. ↑  Samuel Halpern: Strangers on the Horizon. Titanic and Californian – A Forensic Approach. Halpern 2021 (2019), S. 97/98.
27. ↑  Tad Fitch, J. Kent Layton, Bill Wormstedt: On a Sea of Glass. The Life & Loss of the RMS Titanic. Amberley, Stroud 2015, S. 149.
28. ↑  Samuel Halpern: Strangers on the Horizon. Titanic and Californian – A Forensic Approach. Halpern 2021 (2019), S. 88.
29. ↑  Tad Fitch, J. Kent Layton, Bill Wormstedt: On a Sea of Glass. The Life & Loss of the RMS Titanic. Amberley, Stroud 2015, S. 144.
30. ↑  Tad Fitch, J. Kent Layton, Bill Wormstedt: On a Sea of Glass. The Life & Loss of the RMS Titanic. Amberley, Stroud 2015, S. 144, 151.
31. ↑  Tad Fitch, J. Kent Layton, Bill Wormstedt: On a Sea of Glass. The Life & Loss of the RMS Titanic. Amberley, Stroud 2015, S. 157, 168.
32. ↑  Tad Fitch, J. Kent Layton, Bill Wormstedt: On a Sea of Glass. The Life & Loss of the RMS Titanic. Amberley, Stroud 2015, S. 151.
33. ↑  Tad Fitch, J. Kent Layton, Bill Wormstedt: On a Sea of Glass. The Life & Loss of the RMS Titanic. Amberley, Stroud 2015, S. 151.
34. ↑  Samuel Halpern: Strangers on the Horizon. Titanic and Californian – A Forensic Approach. Halpern 2021 (2019), S. 92.
35. ↑  Tad Fitch, J. Kent Layton, Bill Wormstedt: On a Sea of Glass. The Life & Loss of the RMS Titanic. Amberley, Stroud 2015, S. 153.
36. ↑  Samuel Halpern: Strangers on the Horizon. Titanic and Californian – A Forensic Approach. Halpern 2021 (2019), S. 92.
37. ↑  Tad Fitch, J. Kent Layton, Bill Wormstedt: On a Sea of Glass. The Life & Loss of the RMS Titanic. Amberley, Stroud 2015, S. 146/147.
38. ↑  Samuel Halpern: Strangers on the Horizon. Titanic and Californian – A Forensic Approach. Halpern 2021 (2019), S. 88.
39. ↑  Samuel Halpern: Strangers on the Horizon. Titanic and Californian – A Forensic Approach. Halpern 2021 (2019), S. 104–106.
40. ↑  Tad Fitch, J. Kent Layton, Bill Wormstedt: On a Sea of Glass. The Life & Loss of the RMS Titanic. Amberley, Stroud 2015, S. 143.
41. ↑  Tad Fitch, J. Kent Layton, Bill Wormstedt: On a Sea of Glass. The Life & Loss of the RMS Titanic. Amberley, Stroud 2015, S. 144.
42. ↑  Tad Fitch, J. Kent Layton, Bill Wormstedt: On a Sea of Glass. The Life & Loss of the RMS Titanic. Amberley, Stroud 2015, S. 166.
43. ↑  Tad Fitch, J. Kent Layton, Bill Wormstedt: On a Sea of Glass. The Life & Loss of the RMS Titanic. Amberley, Stroud 2015, S. 157.
44. ↑  Tad Fitch, J. Kent Layton, Bill Wormstedt: On a Sea of Glass. The Life & Loss of the RMS Titanic. Amberley, Stroud 2015, S. 166.
45. ↑  Tad Fitch, J. Kent Layton, Bill Wormstedt: On a Sea of Glass. The Life & Loss of the RMS Titanic. Amberley, Stroud 2015, S. 151.
46. ↑  Tad Fitch, J. Kent Layton, Bill Wormstedt: On a Sea of Glass. The Life & Loss of the RMS Titanic. Amberley, Stroud 2015, S. 157.
47. ↑  Tad Fitch, J. Kent Layton, Bill Wormstedt: On a Sea of Glass. The Life & Loss of the RMS Titanic. Amberley, Stroud 2015, S. 161, 166.
48. ↑  Walter Lord: The Night Lives On: The Untold Stories and Secrets Behind the Sinking of the "Unsinkable" Ship Titanic. Morrow, 1986, Kap. 6.
49. ↑  Tad Fitch, J. Kent Layton, Bill Wormstedt: On a Sea of Glass. The Life & Loss of the RMS Titanic. Amberley, Stroud 2015, S. 293.
50. ↑  Samuel Halpern: Strangers on the Horizon. Titanic and Californian – A Forensic Approach. Halpern 2021 (2019), S. 70.
51. ↑  Samuel Halpern: Strangers on the Horizon. Titanic and Californian – A Forensic Approach. Halpern 2021 (2019), S. 69/70.
52. ↑  Tad Fitch, J. Kent Layton, Bill Wormstedt: On a Sea of Glass. The Life & Loss of the RMS Titanic. Amberley, Stroud 2015, S. 151.
53. ↑  Grant R. Bigg, David J. Wilton: Iceberg risk in the Titanic year of 1912: was it exceptional? In: Weather – April 2014, Vol. 69, Nr. 4, S. 100–104, hier s. 102.
54. ↑  Grant R. Bigg, David J. Wilton: Iceberg risk in the Titanic year of 1912: was it exceptional? In: Weather – April 2014, Vol. 69, No. 4, S. 100–104, hier S. 102.
55. ↑  David Bressan: The Climate Science Behind The Sinking Of The Titanic. In: forbes.com. 12. April 2017, abgerufen am 29. August 2023 (englisch).
56. ↑  Tad Fitch, J. Kent Layton, Bill Wormstedt: On a Sea of Glass. The Life & Loss of the RMS Titanic. Amberley, Stroud 2015, S. 283.
57. ↑  Charles Weeks, Samuel Halpern: Description of the damage to the ship. In: Samuel Halpern (Hrsg.): Report into the Loss of the SS Titanic: A Centennial Reappraisal. The History Press, Stroud 2016 (2012), S. 100–130, hier S. 45.
58. ↑  Grant R. Bigg, David J. Wilton: Iceberg risk in the Titanic year of 1912: was it exceptional? In: Weather – April 2014, Vol. 69, No. 4, S. 100–104.
59. ↑  Melissa Gray: Photograph believed to show ‘Titanic Iceberg’ up for auction. In: cnn.com. 17. Oktober 2015, abgerufen am 26. August 2023 (englisch).
60. ↑  Samuel Halpern: Strangers on the Horizon. Titanic and Californian – A Forensic Approach. Halpern 2021 (2019), S. 97–99.
61. ↑  Melissa Gray: Photograph believed to show ‘Titanic Iceberg’ up for auction. In: cnn.com. 17. Oktober 2015, abgerufen am 26. August 2023 (englisch).
62. ↑  Matt Mathers: Rare photo of iceberg ‘most likely’ behind sinking of Titanic emerges over 100 years later. In: Independent. 15. Juni 2020, abgerufen am 26. August 2023 (englisch).
63. ↑  Steven Biel: Down with the Old Canoe. A Cultural History of the Titanic Disaster. W. W. Norton & Company, New York / London 1996, S. 143.
64. ↑  Grant R. Bigg, David J. Wilton: Iceberg risk in the Titanic year of 1912: was it exceptional? In: Weather – April 2014, Vol. 69, No. 4, S. 100–104, hier S. 102.
65. ↑  Stephen Brown, Pierre McDonagh, Clifford J. Shultz: Titanic: consuming the myths and meanings of an ambiguous brand. In: Journal of Consumer Research 40(4), 2013, S. 595–614, hier S. 599.
66. ↑  Richard Brown: Voyage of the Iceberg: The Story of the Iceberg that Sank the Titanic, 1983. Rezensiert von Philip Morrison, in: Scientific American, Band 250, Nr. 4 (April 1984), S. 32/33.
67. ↑  Steven Biel: Down with the Old Canoe. A Cultural History of the Titanic Disaster. W. W. Norton & Company, New York / London 1996, S. 69.
68. ↑  Steven Biel: Down with the Old Canoe. A Cultural History of the Titanic Disaster. W. W. Norton & Company, New York / London 1996, S. 129.
69. ↑  Peter Krämer: Women First: "Titanic' (1997), action-adventure films and Hollywood's female audience. In: Historical Journal of Film, Radio and Television, Band 18, Nr. 4, S. 599–618.
70. ↑  Stephen Brown, Pierre McDonagh, Clifford J. Shultz: Titanic: consuming the myths and meanings of an ambiguous brand. In: Journal of Consumer Research 40(4), 2013, S. 595–614, hier S. 606.
71. ↑   Richard Rankin Russell: Exorcising the Ghosts of Conflict in Northern Ireland: Stewart Parker's The Iceberg and Pentecost. In: Eire-Ireland, Band 41, Nr. 3/4 Fall/Wint 2006, S. 42–58, hier S. 43/44.
72. ↑  Fran Brearton: Dancing Unto Death: Perceptions of the Somme, the Titanic and Ulster Protestantism. In: The Irish Review (Cork), Winter-Spring, 1997, Nr. 20, S. 89–103, hier S. 99.
73. ↑  Lilia Shevtsova: Russia under Putin: Titanic looking for its iceberg? In: Communist and Post-Communist Studies 45 (2012), S. 209–216.
74. ↑  David Bressan: The Climate Science Behind The Sinking Of The Titanic. In: forbes.com. 12. April 2017, abgerufen am 29. August 2023 (englisch).
75. ↑  Thomas Hardy: The Convergence of the Twain. In: poetryfoundation.org. Abgerufen am 29. August 2023 (englisch).
76. ↑  David Burleigh: P/raise the "Titanic". In: The Harp, 2000, Band 15 (2000), S. 75–82, hier S. 75–77.
77. ↑  The Convergence of the Twain (Lines on the loss of the ‘Titanic’). In: The Thomas Hardy Society. Abgerufen am 18. September 2023 (englisch).
78. 1 2  Meredith Bergmann: "The Convergence of the Twain". Thomas Hardy and Popular Sentiment. In: Contemporary Literary Review. 26. Oktober 2012, abgerufen am 18. September 2023 (englisch).
79. ↑  Emerson Brown Jr.: Ruthless Artistry of Hardy's "Convergence of the Twain." In: The Sewanee Review, Frühling 1994, Band 102, Nr. 2 (Spring 1994), S. 233–243, hier S. 233/234.
80. ↑  Emerson Brown Jr.: Ruthless Artistry of Hardy's "Convergence of the Twain." In: The Sewanee Review, Frühling 1994, Band 102, Nr. 2 (Spring 1994), S. 233–243, hier S. 234–236.
81. ↑  Emerson Brown Jr.: Ruthless Artistry of Hardy's "Convergence of the Twain." In: The Sewanee Review, Frühling 1994, Band 102, Nr. 2 (Spring 1994), S. 233–243, hier S. 237.
82. ↑  Tracy Hayes: Hardy and the Titanic. In: The Thomas Hardy Society. Abgerufen am 18. September 2023 (englisch).
83. ↑  Emerson Brown Jr.: Ruthless Artistry of Hardy's "Convergence of the Twain." In: The Sewanee Review, Frühling 1994, Band 102, Nr. 2 (Spring 1994), S. 233–243, hier S. 239/240.
84. ↑  Steven Biel: Down with the Old Canoe. A Cultural History of the Titanic Disaster. W. W. Norton & Company, New York / London 1996, S. 98–100.
85. ↑  Joseph Scanlon, Allison Vandervalk, Mattea Chadwick-Shubat: Challenge to the Lord: Folk Songs About the "Unsinkable" Titanic. In: Canadian Folk Music. Band 45, Nr. 3, S. 3–10, hier S. 1/2.
86. ↑  FOOD FUN: The Titanic As An Ice Cube. In: The Nibble. 17. März 2019, abgerufen am 4. September 2023 (englisch).
87. ↑  Lauren Edmonds: Bowen Yang reveals how his viral ‘Iceberg That Sank The Titanic’ SNL sketch made it to air. businessinsider.nl, 23. Mai 2021, abgerufen am 2. September 2023 (englisch).
88. ↑  Alisha Grauso: SNL’s Titanic Iceberg Sketch Mocks Celebrity Cancel Culture Reaction. In: Screen Rant. 11. April 2021, abgerufen am 2. September 2023 (englisch).
89. ↑  Tony Canavan: Titanic: Sinking in a Sea of Hype? In: History Ireland. May/June 2012, Band 20, Nr. 3, S. 10/11.
90. ↑  Linda Stewart: Is Titanic building really a carbuncle on the skyline? In: Belfast Telegraph. 25. Juli 2012, abgerufen am 6. September 2023 (englisch).
91. ↑  Andrew Wojtanik: Trading Post Trail (Red Rocks Park, CO). In: Live And Let Hike. 30. Dezember 2017, abgerufen am 18. September 2023 (englisch).
92. ↑  Martin Belam: Visitors to US Titanic museum injured by replica iceberg. In: The Guardian. 4. August 2021, abgerufen am 15. September 2023 (englisch).
93. ↑  Travis Dorman: Titanic museum iceberg wall collapses in Pigeon Forge, Tennessee, injuring 3 visitors. In: USA Today. Abgerufen am 15. September 2023 (englisch).
94. ↑  David Williams: Titanic museum iceberg wall collapses, injuring 3 visitors. In: CNN. 3. August 2021, abgerufen am 15. September 2023 (englisch).
95. ↑  Ian Stalker: Titanic Business. In: Americas. April 2008, Band 60, Nr. 2, S. 2/3.